# Clima de El Salvador
El Salvador se encuentra en la zona climática tropical, que presenta condiciones térmicas similares durante todo el año. Debido a su posición en la franja costera de océano Pacífico tiene oscilaciones anuales importantes, debido a la brisa marina que transporta humedad y calor. El Salvador se encuentra en  la ecozona Neotropical. Por su posición, El Salvador recibe el impacto frecuente de los huracanes que se generan en el Atlántico y las sequías provocadas por El Niño.
El clima típico de El Salvador es el clima tropical seco y húmedo, con dos estaciones bien marcadas una lluviosa, entre mayo y octubre, y otra seca, entre noviembre y abril. No obstante, el carácter montuoso del país provoca zonas climáticas más suaves que las del clima zonal, y así en la meseta interior, donde vive la mayor parte de la población, el clima es más templado y sano
sin embargo, Las cordilleras y la meseta central ocupan el 85% del territorio, con las tierras altas. El resto lo ocupa la llanura costera, eso debido a eso la mayor parte del territorio es templado y En las costas y tierras bajas el clima es caluroso y húmedo

## Régimen Estacional
Debido a su ubicación tropical, El Salvador posee únicamente dos estaciones bien definidas en casi todo el territorio: la época seca, durante esta  época las lluvias que se registran son casi nulas y solo suceden en zonas montañosas más altas del país, y la época lluviosa, en la que se da un considerable aumento del régimen de lluvias, durante los meses invernales del hemisferio norte, la llegada de frentes fríos o la influencia de sus vaguadas prefrontales afectan las zonas montañosas del país como son la cordillera volcánica y la meseta central. Ambas tienen una duración de aproximadamente seis meses.

### Época Seca
A la época seca se le denomina coloquialmente verano, debido a que es su equivalente estacional, en el que se da una reducción considerable de las precipitaciones, durante este periodo, las precipitaciones llegan a desaparecer lo que genera problemas de sequías.
Se presenta durante un periodo de seis meses que inicia en noviembre y termina en abril. El periodo más caluroso se da en marzo - abril, donde el calor puede ser incómodo. Según el Ministerio de Medio y Recursos Naturales (MARN) las temperaturas varían en intensidad; las bajas se han registrado en alguna oportunidad menos de 15 °C y las más altas han alcanzado 32 °C y hasta más en el mes de abril, donde la media máxima es de 30 °C.

### Época Lluviosa
De manera similar, a la época lluviosa se le llama invierno, y es una estación con leves descensos en la temperatura y grandes aumentos en el régimen de precipitación y la velocidad del viento, generalmente en todo el territorio. Durante esta época son ocasionales las inundaciones, ocurridas tras los desbordes de ríos y quebradas, que se salen de su cauce por acción de las fuertes lluvias.
La estación húmeda o temporada de lluvia se inicia desde mayo hasta noviembre. Durante los últimos meses de octubre y noviembre se presentan vientos pronunciados de manera moderada y por ratos fuertes, que generan frescura al ambiente

## Regiones Climáticas
En El Salvador, el clima cambia por altitud, lo cual existen regiones climáticas:

### De 0 a 800 metros
Promedio de temperatura va disminuyendo con la altura de 27 a 22 °C en las planicies
costeras y de 28 a 22 °C en las planicies internas.

### De 800 a 1,200 metros
El promedio de temperatura disminuye con la altura de 22 a 20 °C en las planicies altas y de 21 a 19 °C en las faldas de montañas.

### De 1,200 a 2,700 metros
De 20 a 16 °C en planicies altas y valles, de 21 a 19 °C en faldas de montañas y de 16
a 10 °C en valles y hondonadas sobre 1,800 metros, incluso a 8 °C.
| Parámetros climáticos promedio de San Salvador                                                            | Parámetros climáticos promedio de San Salvador | Parámetros climáticos promedio de San Salvador | Parámetros climáticos promedio de San Salvador | Parámetros climáticos promedio de San Salvador | Parámetros climáticos promedio de San Salvador | Parámetros climáticos promedio de San Salvador | Parámetros climáticos promedio de San Salvador | Parámetros climáticos promedio de San Salvador | Parámetros climáticos promedio de San Salvador | Parámetros climáticos promedio de San Salvador | Parámetros climáticos promedio de San Salvador | Parámetros climáticos promedio de San Salvador | Parámetros climáticos promedio de San Salvador |
| Mes | Ene.                                           | Feb.                                           | Mar.                                           | Abr.                                           | May.                                           | Jun.                                           | Jul.                                           | Ago.                                           | Sep.                                           | Oct.                                           | Nov.                                           | Dic.                                           | Anual                                          |
| --- | ---------------------------------------------- | ---------------------------------------------- | ---------------------------------------------- | ---------------------------------------------- | ---------------------------------------------- | ---------------------------------------------- | ---------------------------------------------- | ---------------------------------------------- | ---------------------------------------------- | ---------------------------------------------- | ---------------------------------------------- | ---------------------------------------------- | ---------------------------------------------- |
| Temp. máx. abs. (°C)                                                                                      | 36.0                                           | 36.1                                           | 37.2                                           | 38.4                                           | 36.7                                           | 34.6                                           | 34.5                                           | 35.1                                           | 33.3                                           | 35.6                                           | 35.3                                           | 35.7                                           | 38.4                                           |
| Temp. máx. media (°C)                                                                                     | 30.3                                           | 30.1                                           | 32.0                                           | 32.2                                           | 30.8                                           | 29.5                                           | 30.1                                           | 30.0                                           | 29.0                                           | 29.1                                           | 28.0                                           | 28.6                                           | 30                                             |
| Temp. media (°C)                                                                                          | 22.2                                           | 22.8                                           | 23.8                                           | 24.5                                           | 24.2                                           | 23.3                                           | 23.3                                           | 23.2                                           | 22.8                                           | 22.8                                           | 22.4                                           | 22.0                                           | 23.1                                           |
| Temp. mín. media (°C)                                                                                     | 15.9                                           | 16.8                                           | 17.7                                           | 19.0                                           | 20.0                                           | 19.6                                           | 19.1                                           | 19.3                                           | 19.4                                           | 18.0                                           | 17.9                                           | 15.1                                           | 18.2                                           |
| Temp. mín. abs. (°C)                                                                                      | 7.2                                            | 9.4                                            | 7.2                                            | 12.2                                           | 14.4                                           | 13.3                                           | 14.4                                           | 15.6                                           | 11.7                                           | 12.2                                           | 9.4                                            | 8.3                                            | 7.2                                            |
| Precipitación total (mm)                                                                                  | 5.0                                            | 2.0                                            | 9.0                                            | 36.0                                           | 152.0                                          | 292.0                                          | 316.0                                          | 311.0                                          | 348.0                                          | 217.0                                          | 36.0                                           | 10.0                                           | 1734.0                                         |
| Días de precipitaciones (≥ 1 mm)                                                                          | 1                                              | 1                                              | 1                                              | 5                                              | 13                                             | 20                                             | 20                                             | 20                                             | 20                                             | 16                                             | 4                                              | 2                                              | 123                                            |
| Horas de sol                                                                                              | 301                                            | 277                                            | 294                                            | 243                                            | 220                                            | 174                                            | 239                                            | 257                                            | 180                                            | 211                                            | 267                                            | 294                                            | 2957                                           |
| Fuente n.º 1: World Meteorological Organization, Sistema de Clasificación Bioclimática Mundial (extremes) |                                                |                                                |                                                |                                                |                                                |                                                |                                                |                                                |                                                |                                                |                                                |                                                |                                                |
| Fuente n.º 2: Danish Meteorological Institute (sun only)                                                  |                                                |                                                |                                                |                                                |                                                |                                                |                                                |                                                |                                                |                                                |                                                |                                                |                                                |

## Biomas climáticos

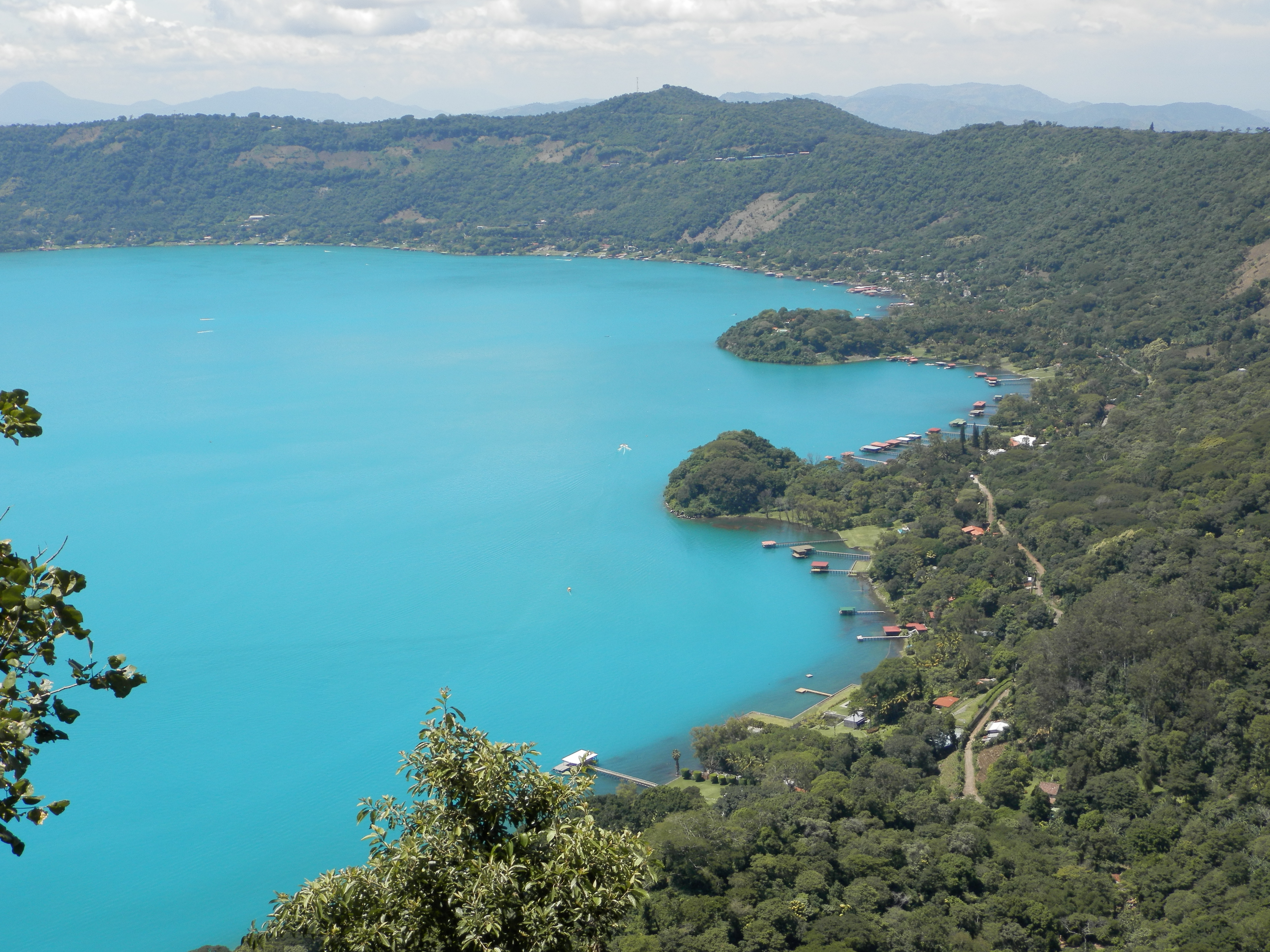
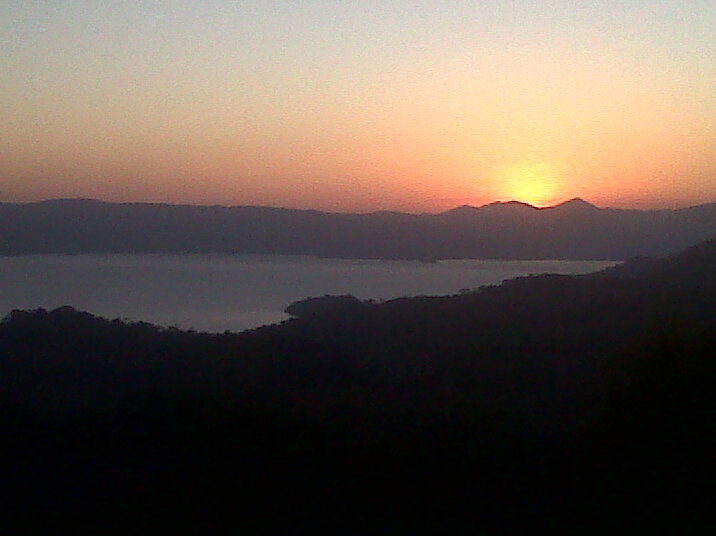
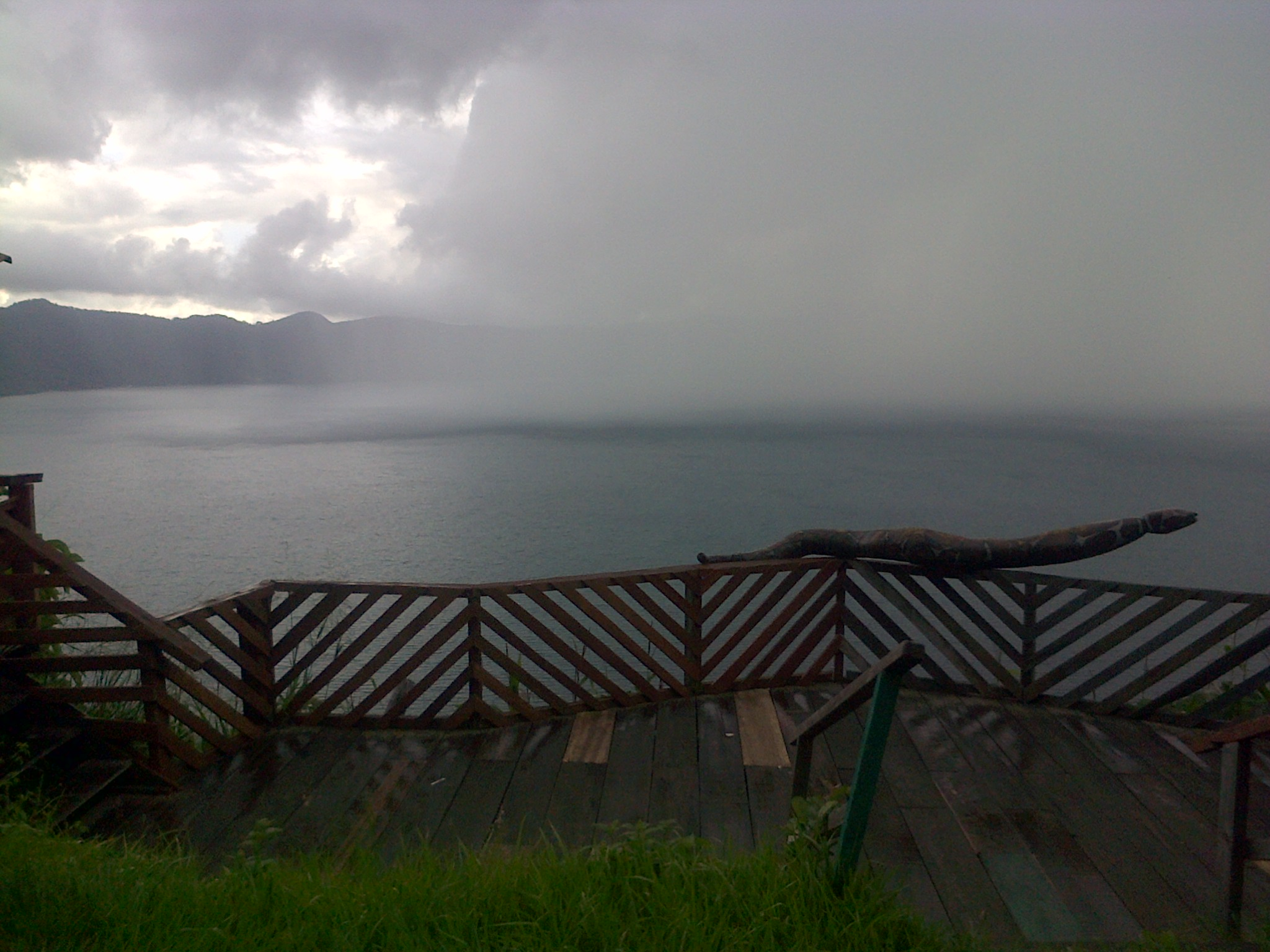
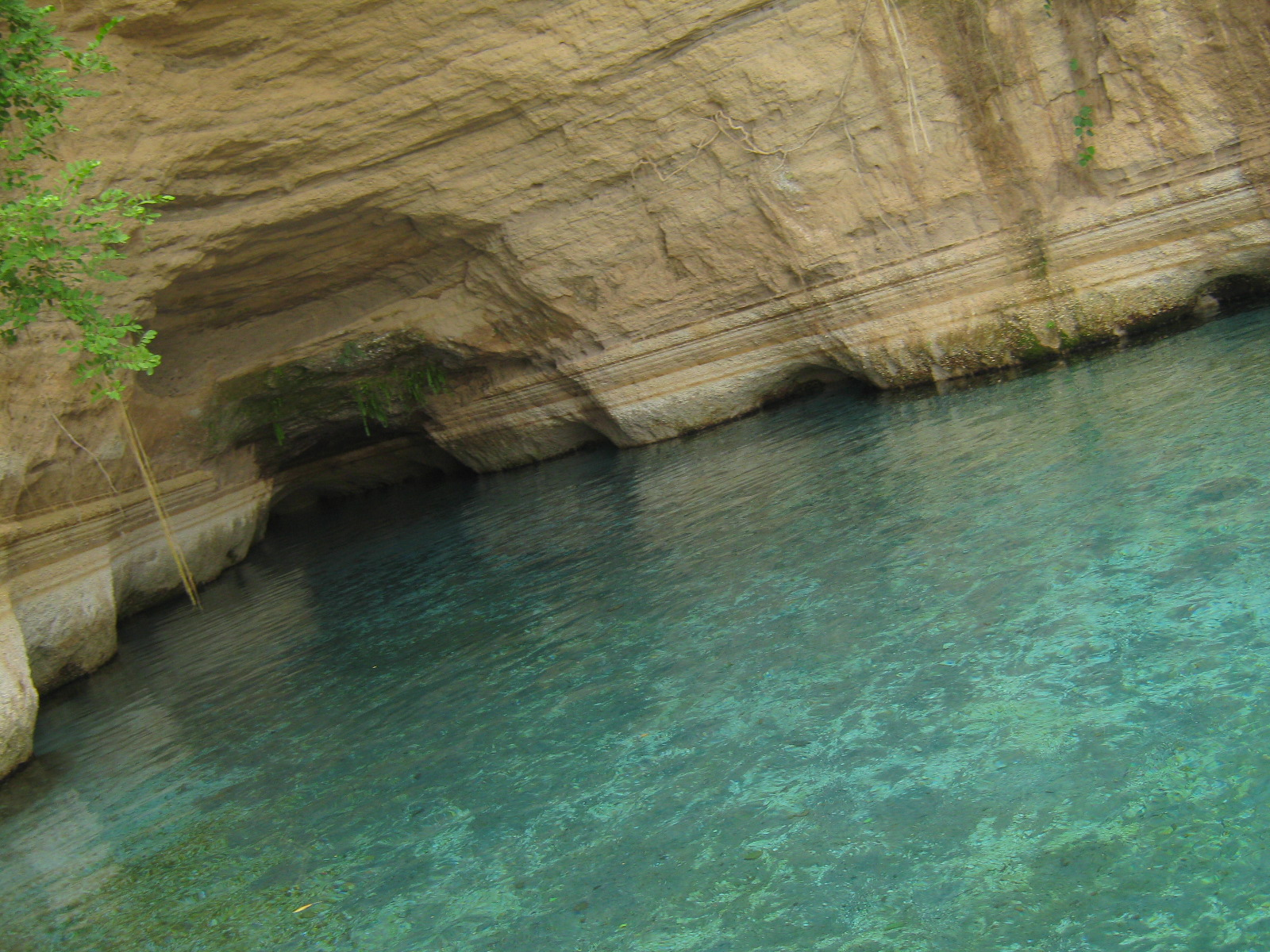
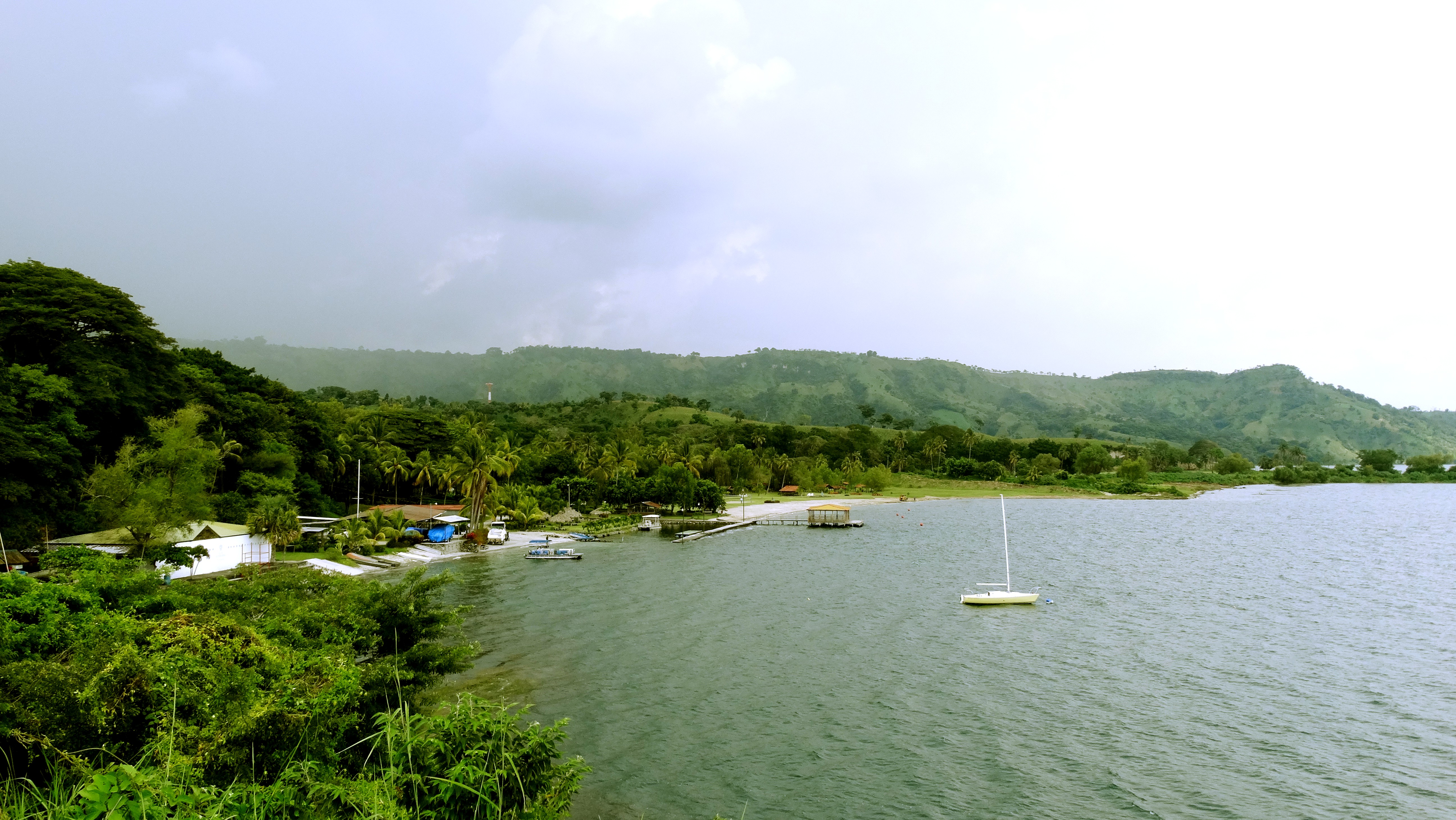
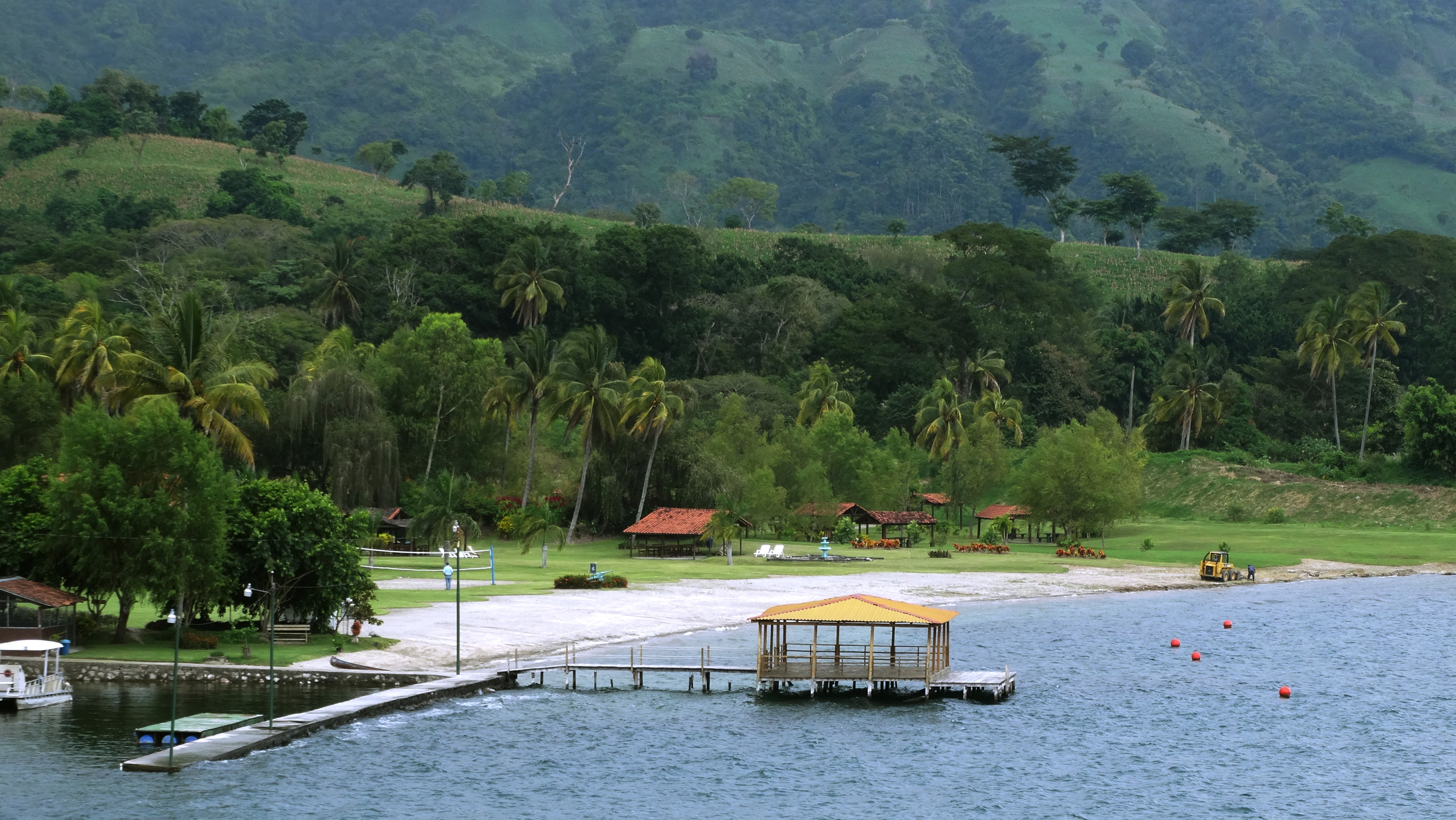
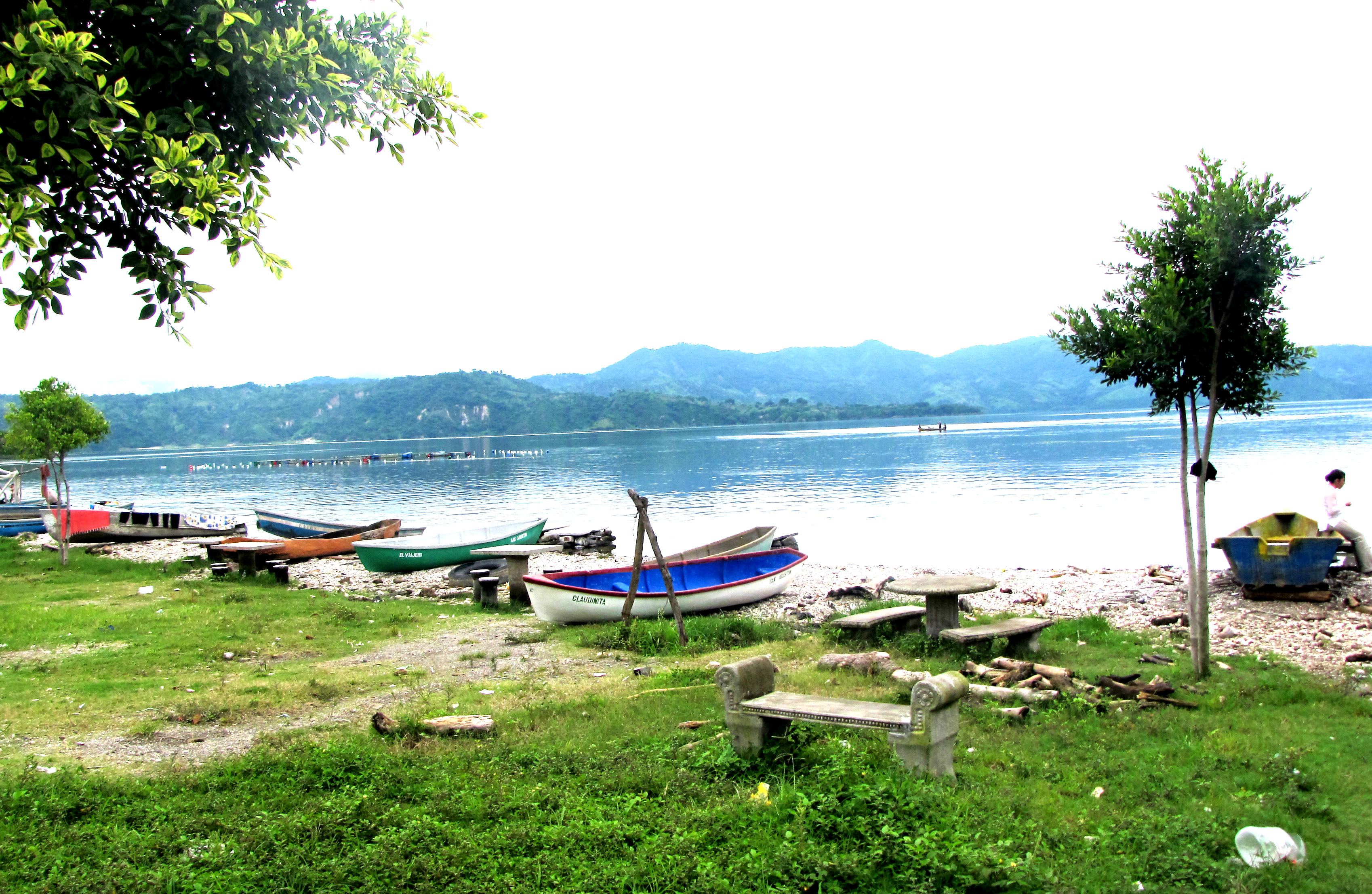
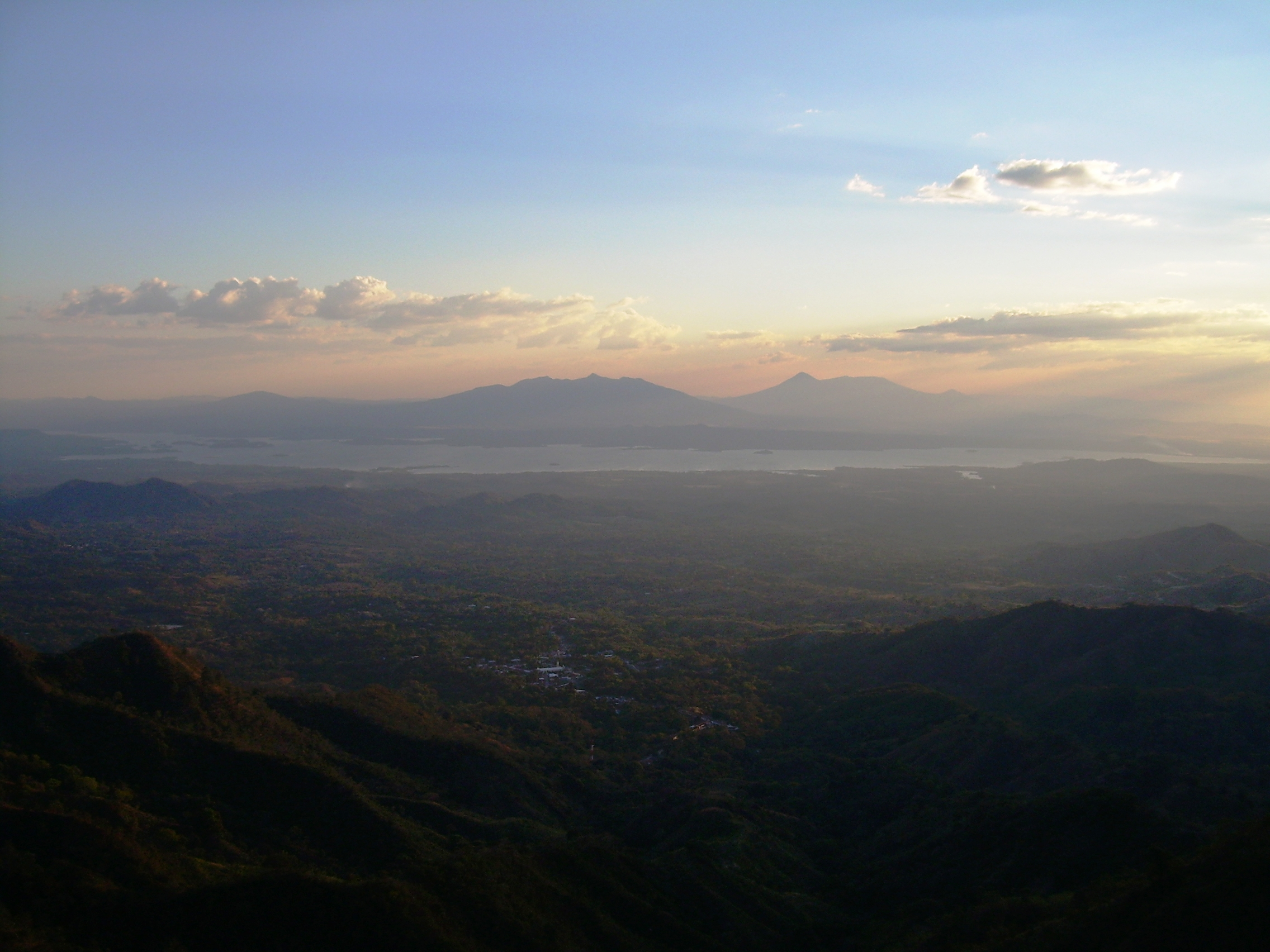
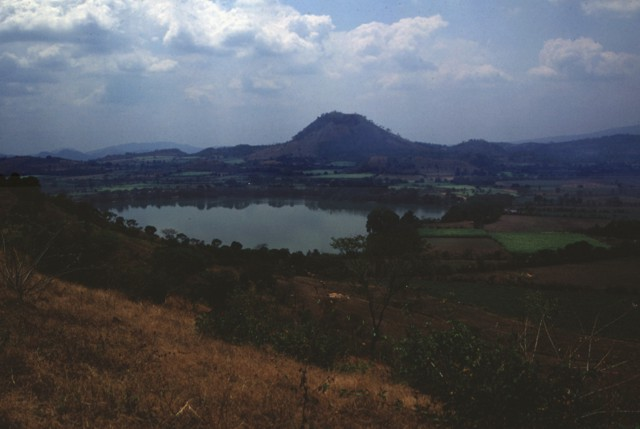
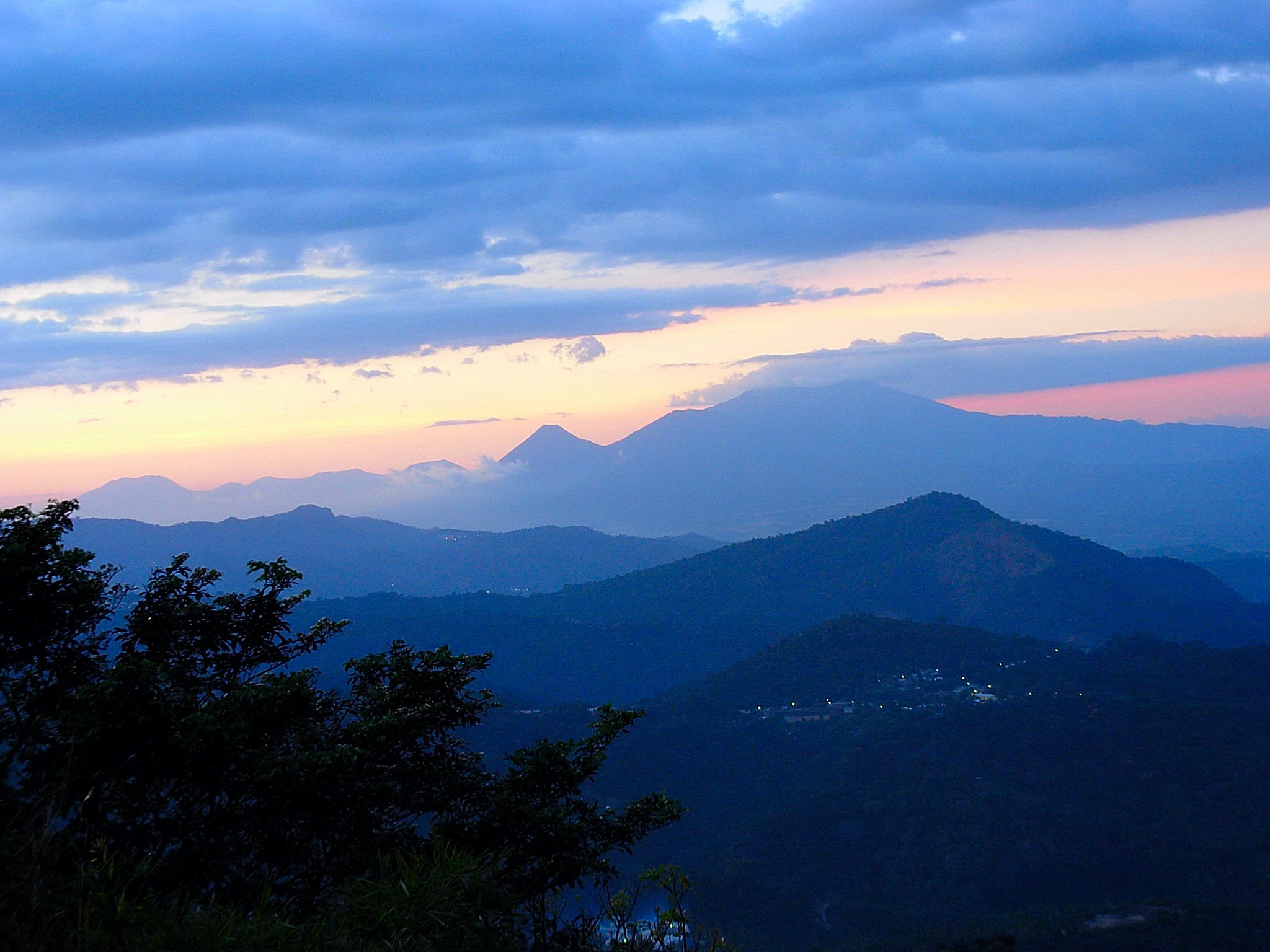
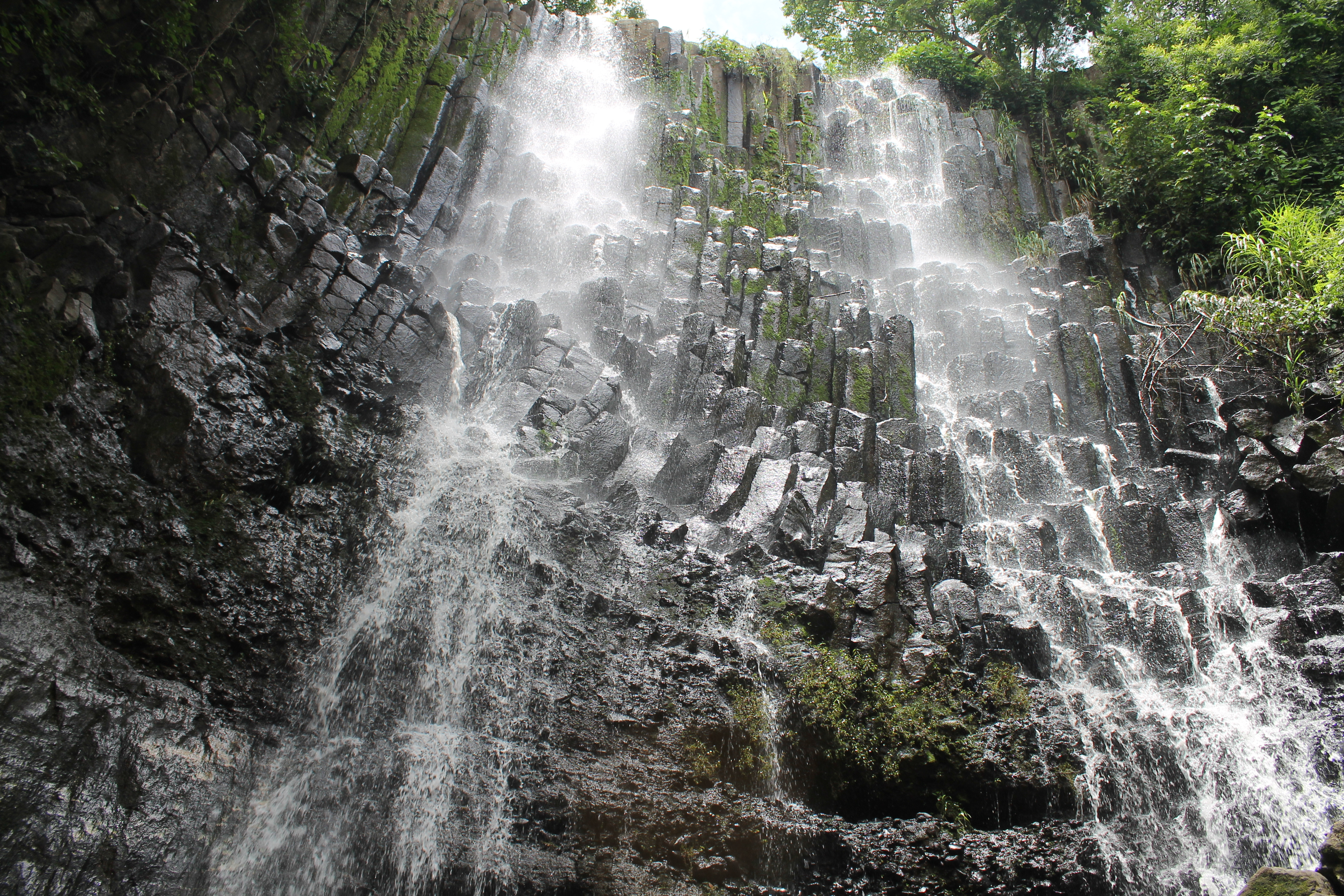
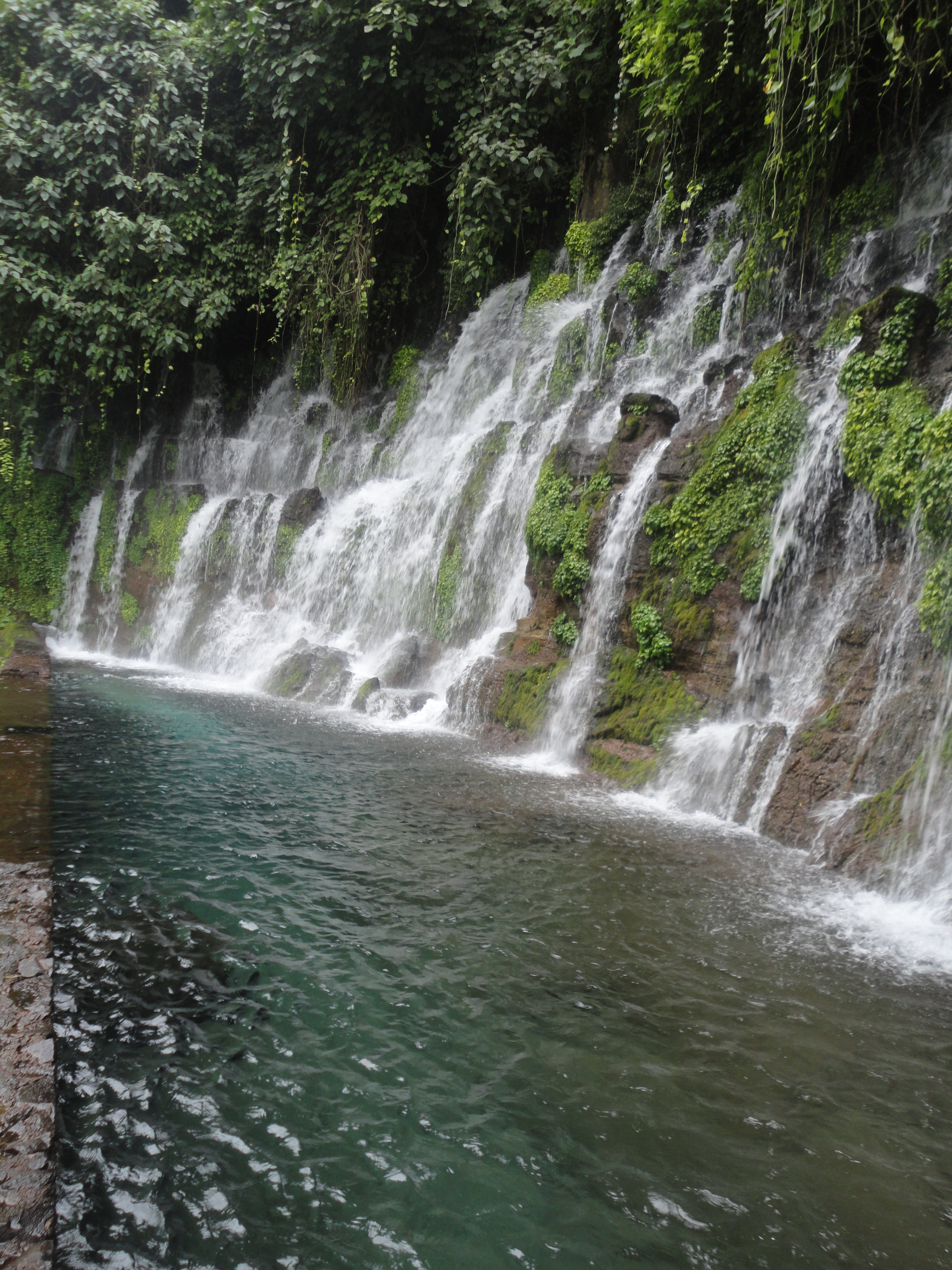
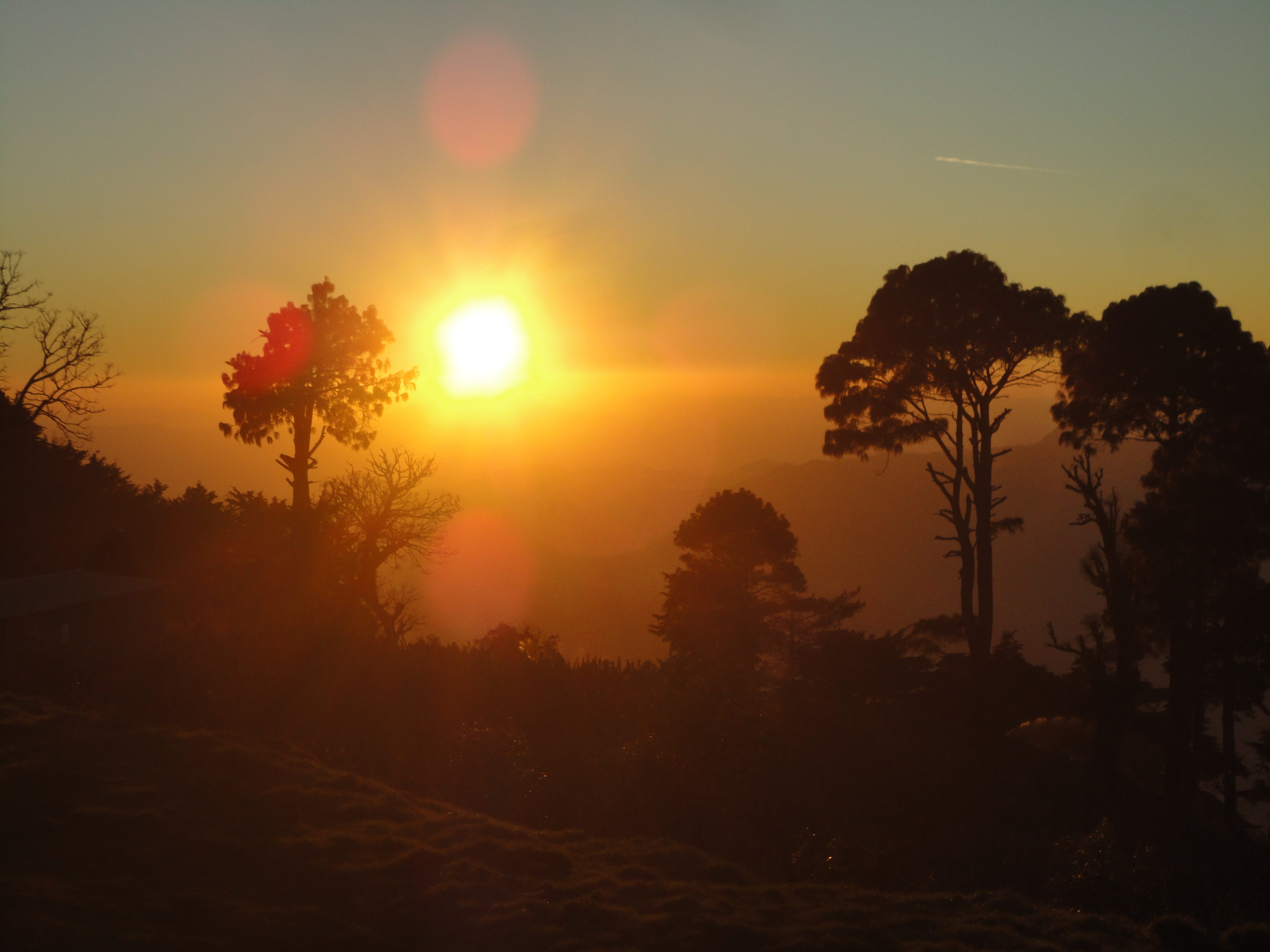
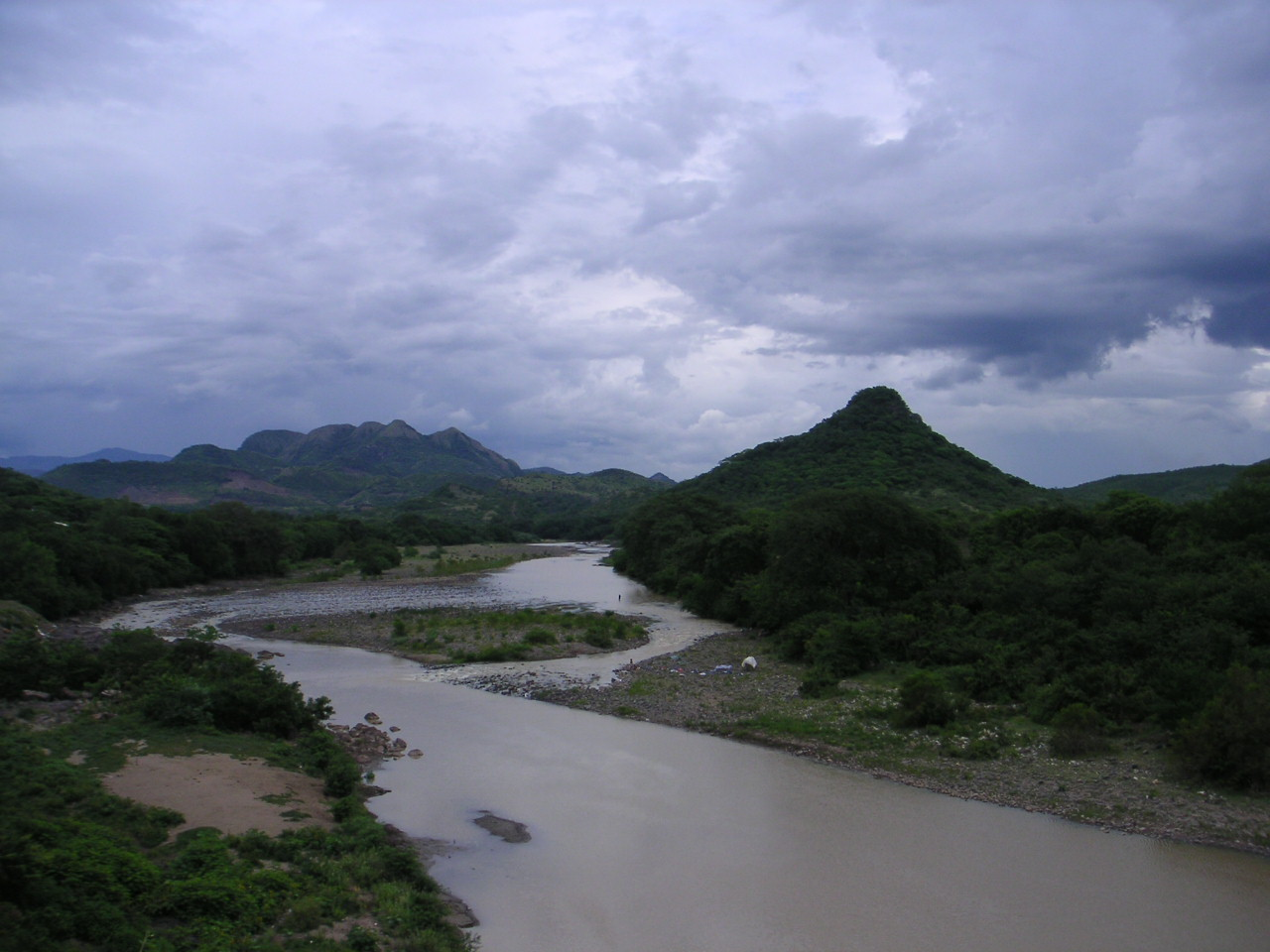
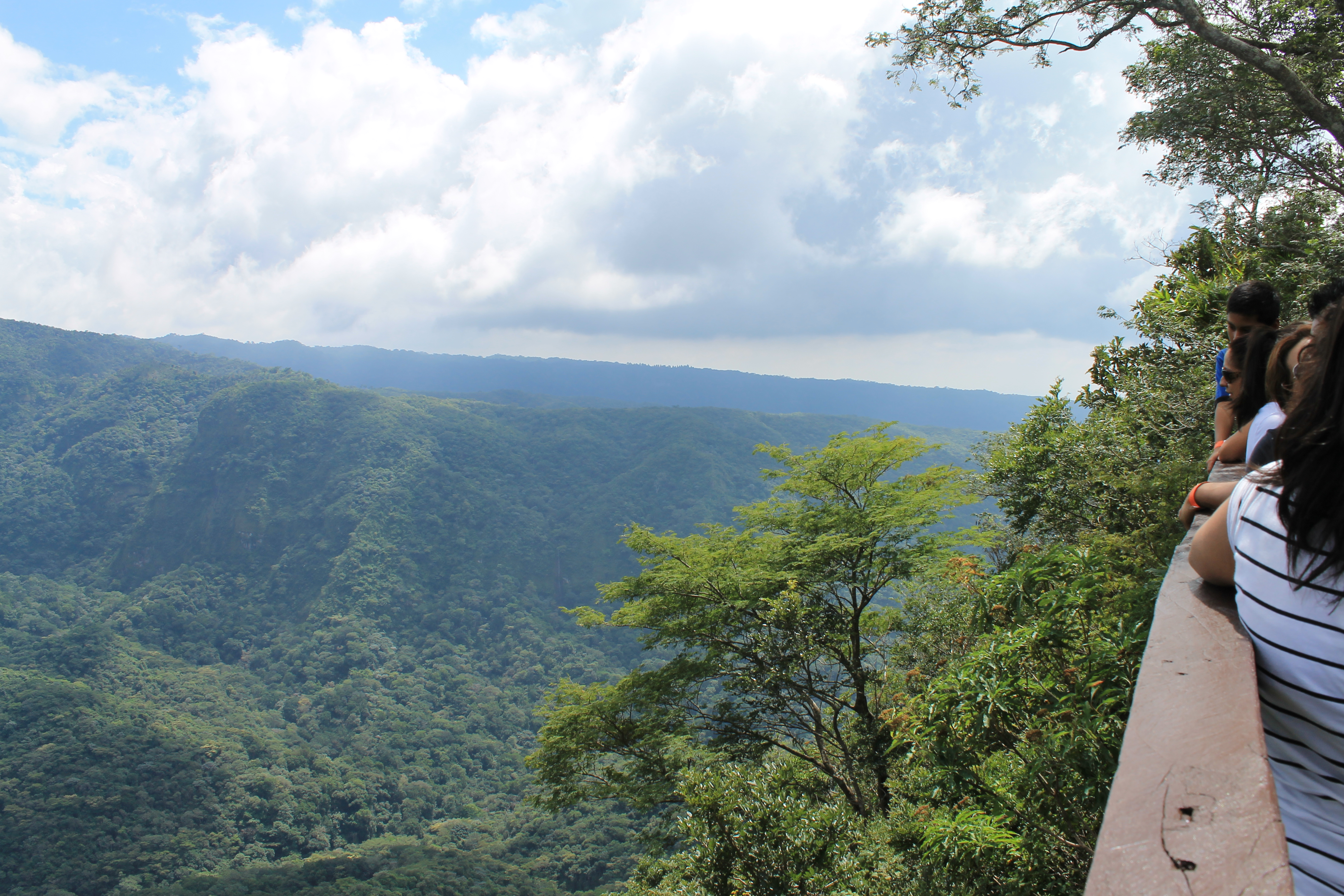
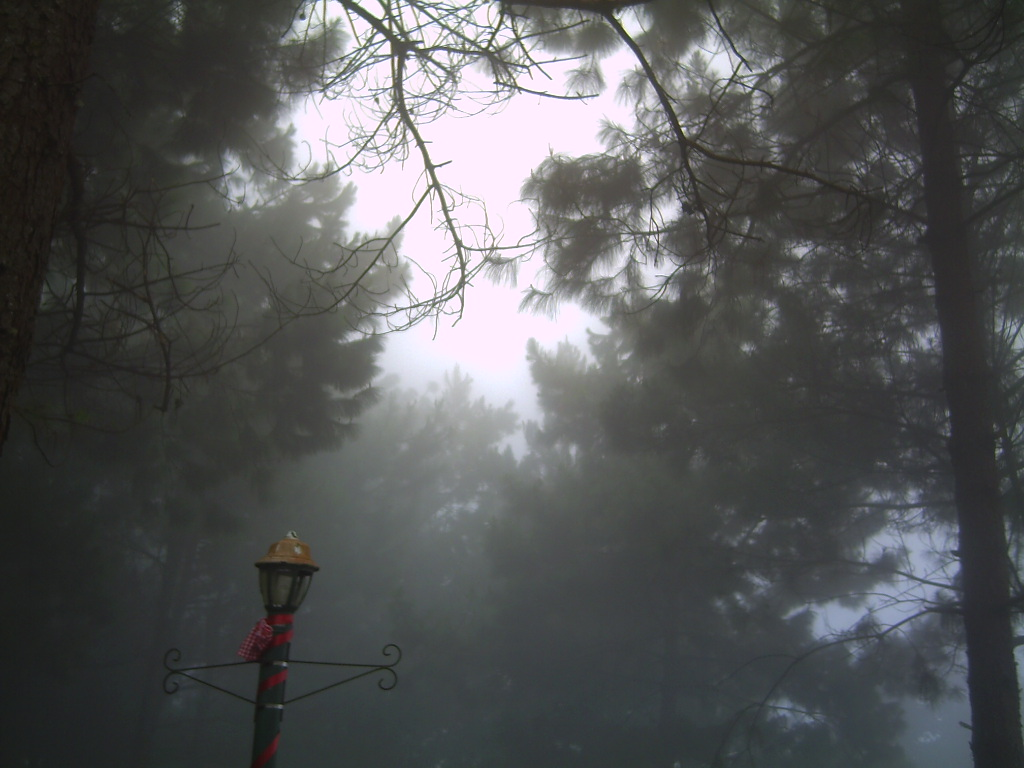
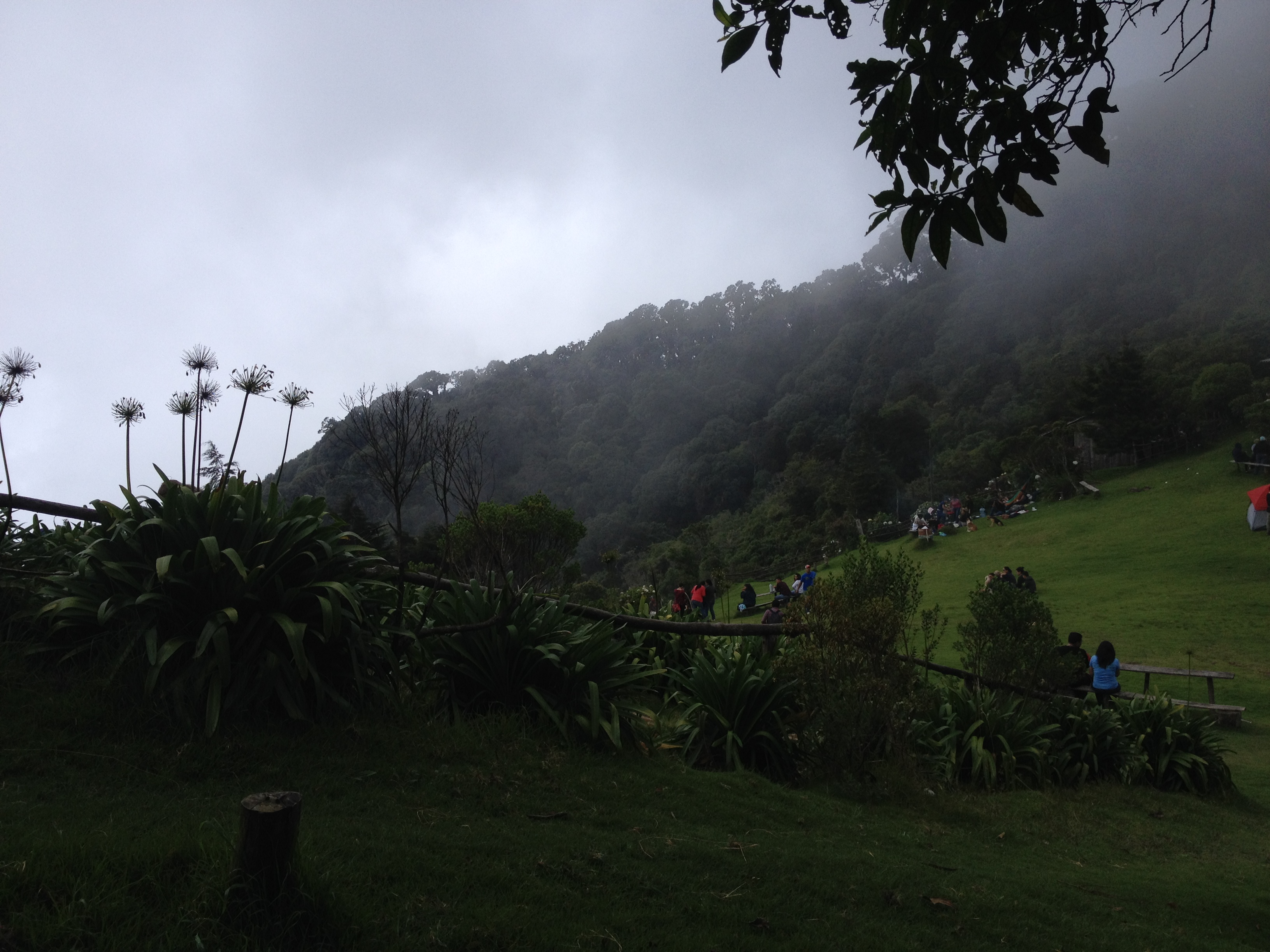
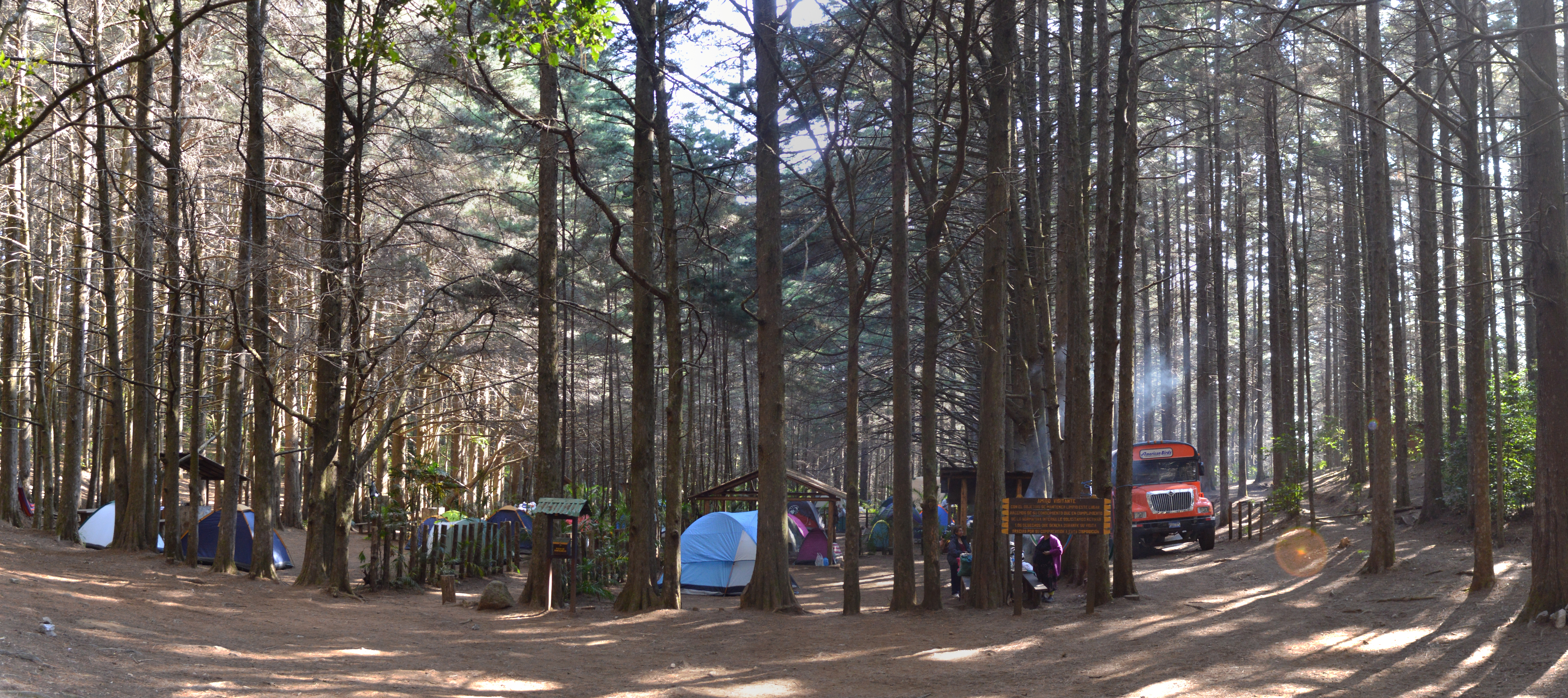
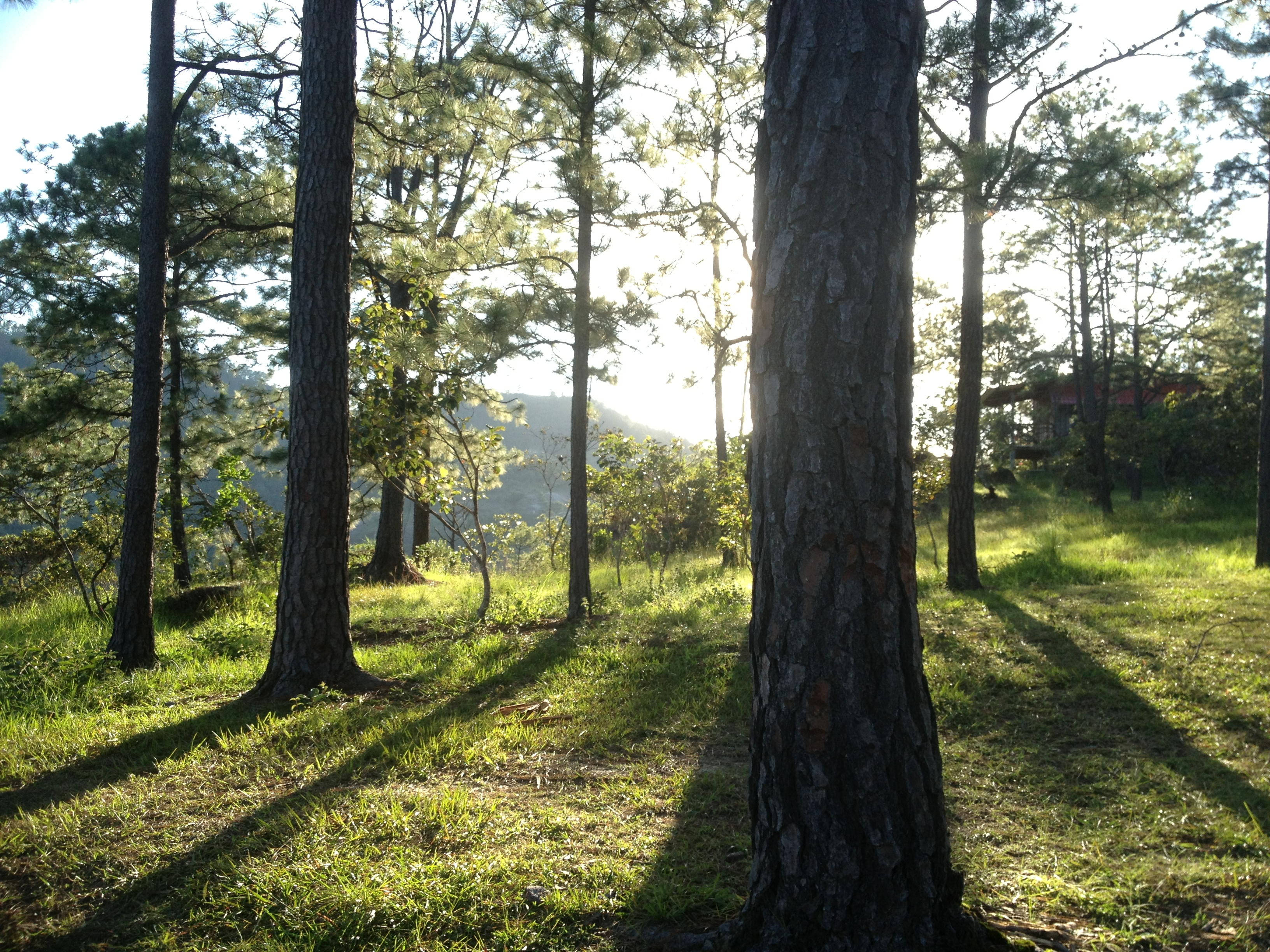
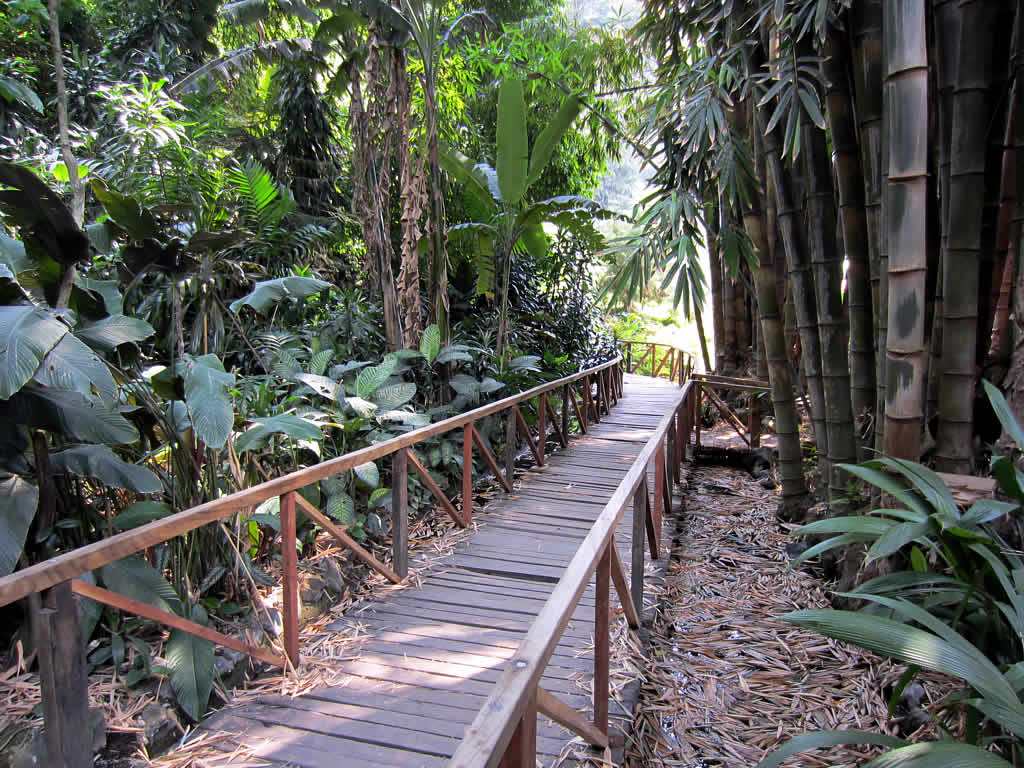
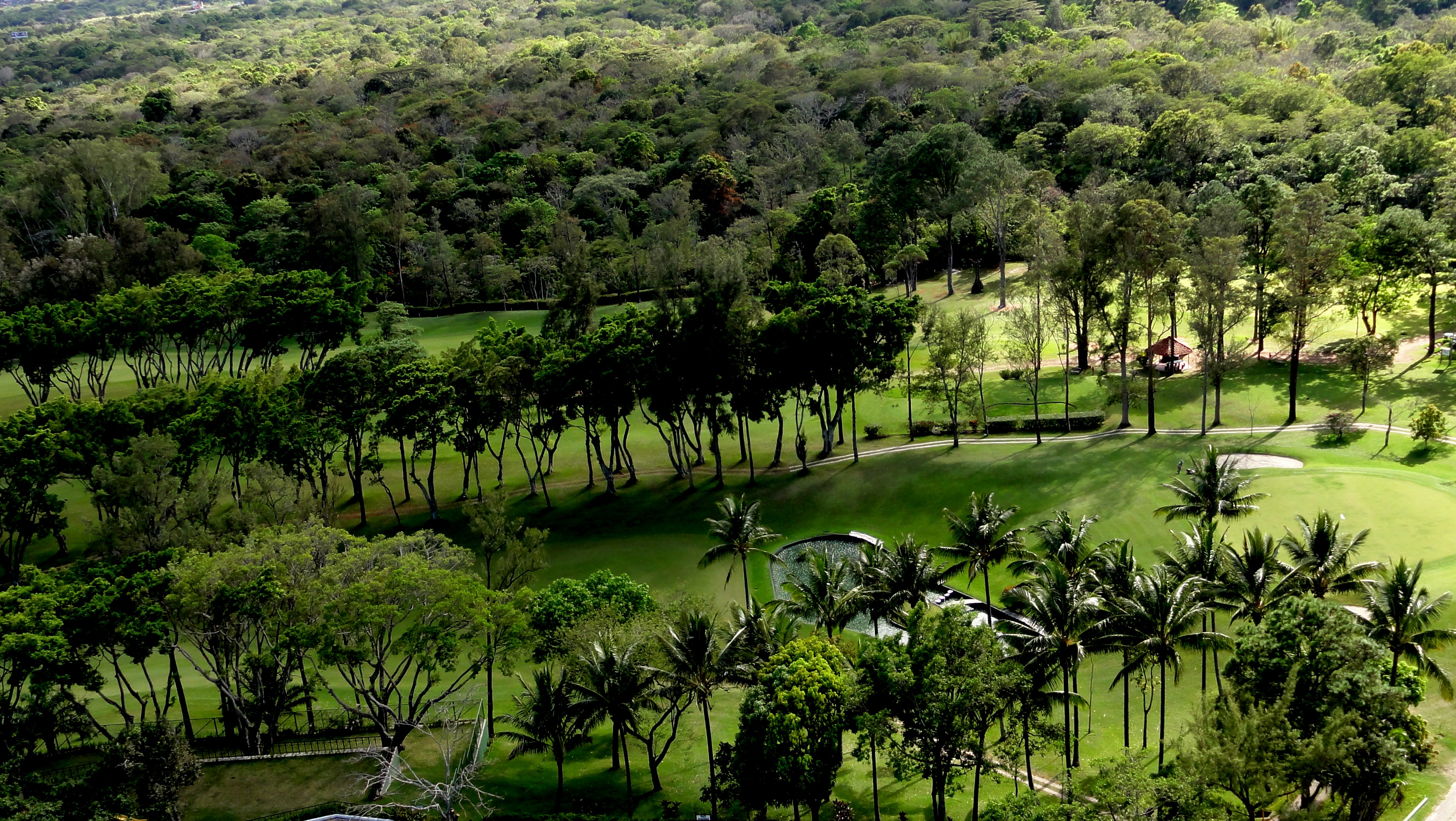
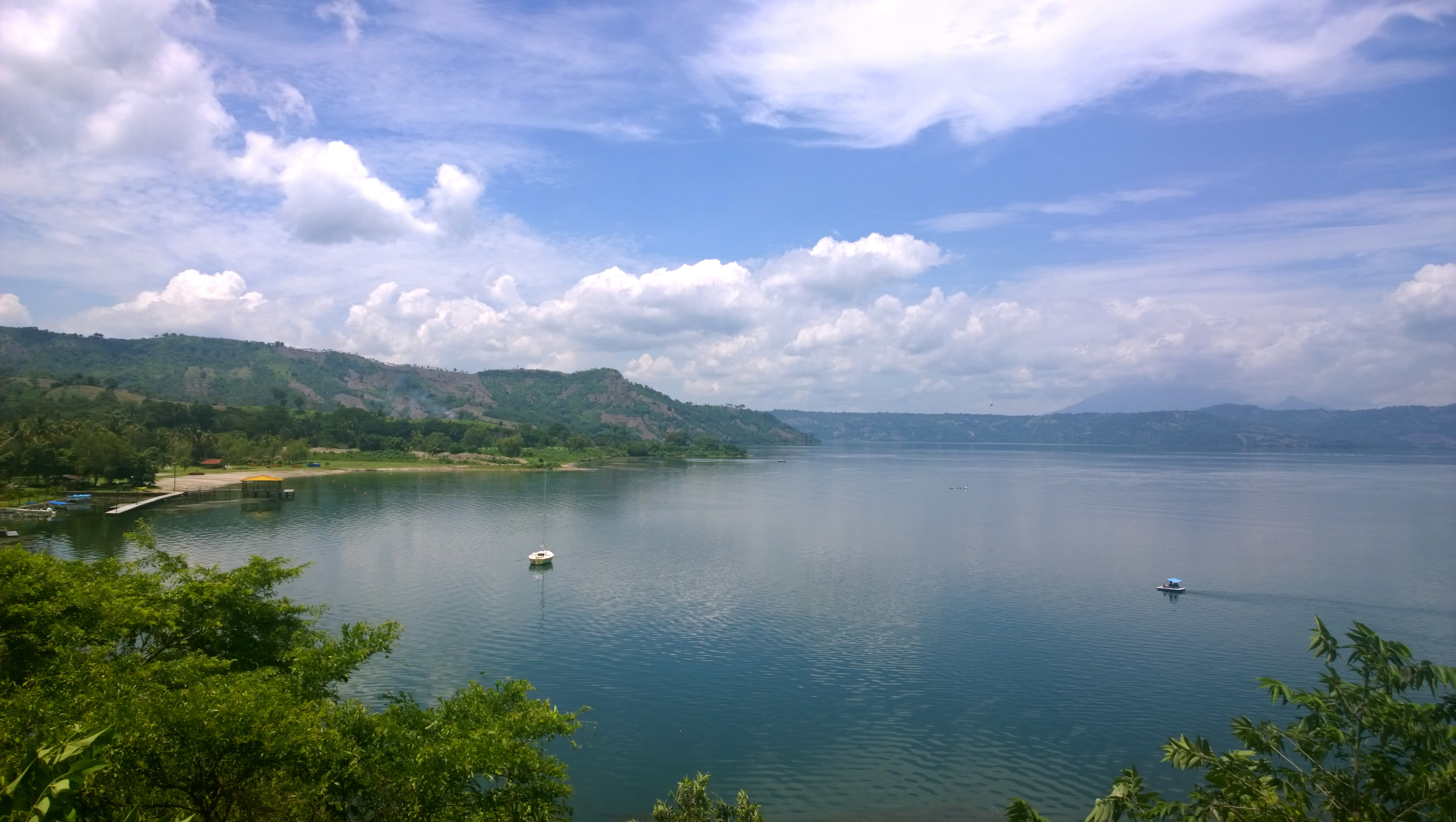
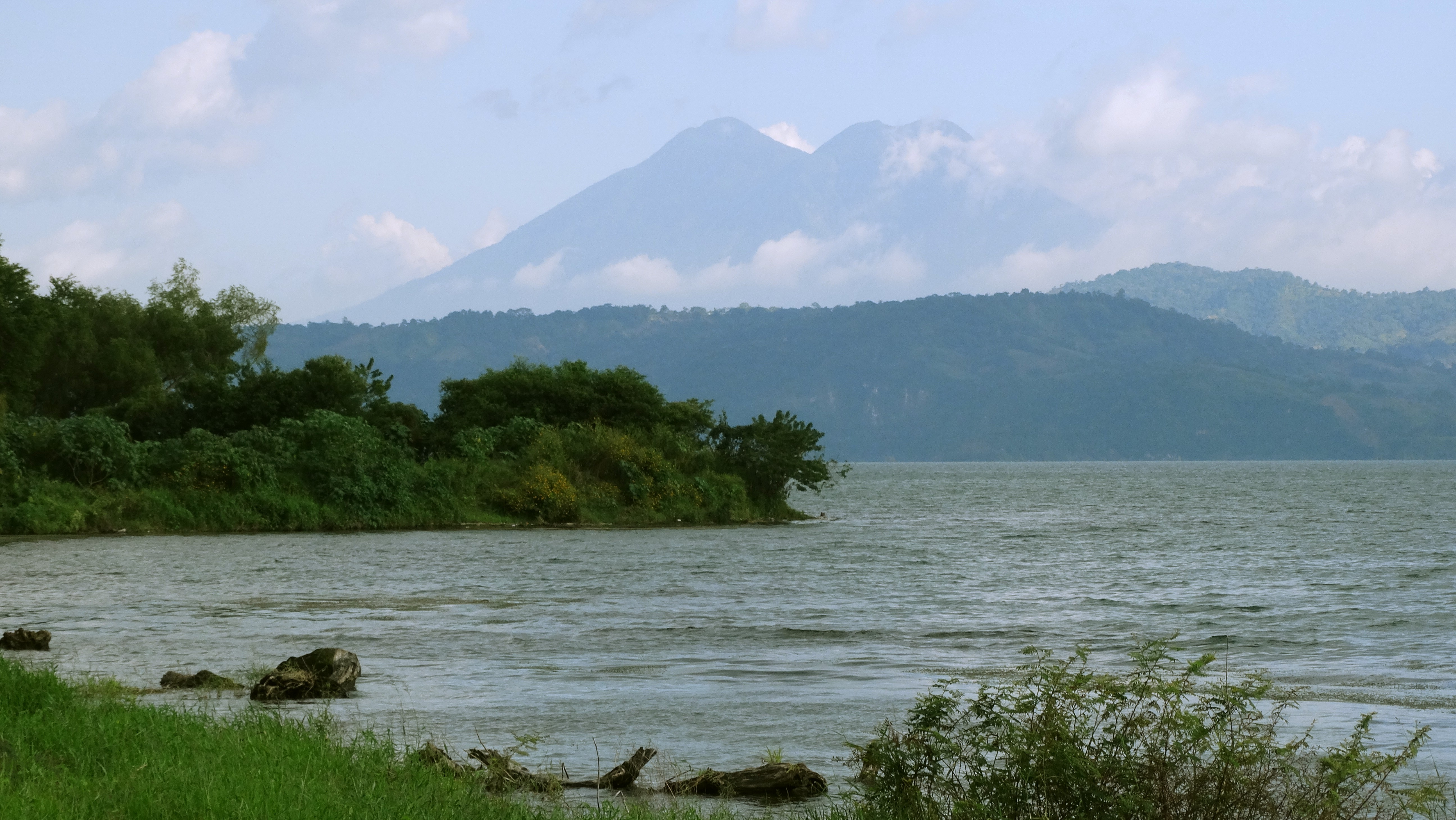
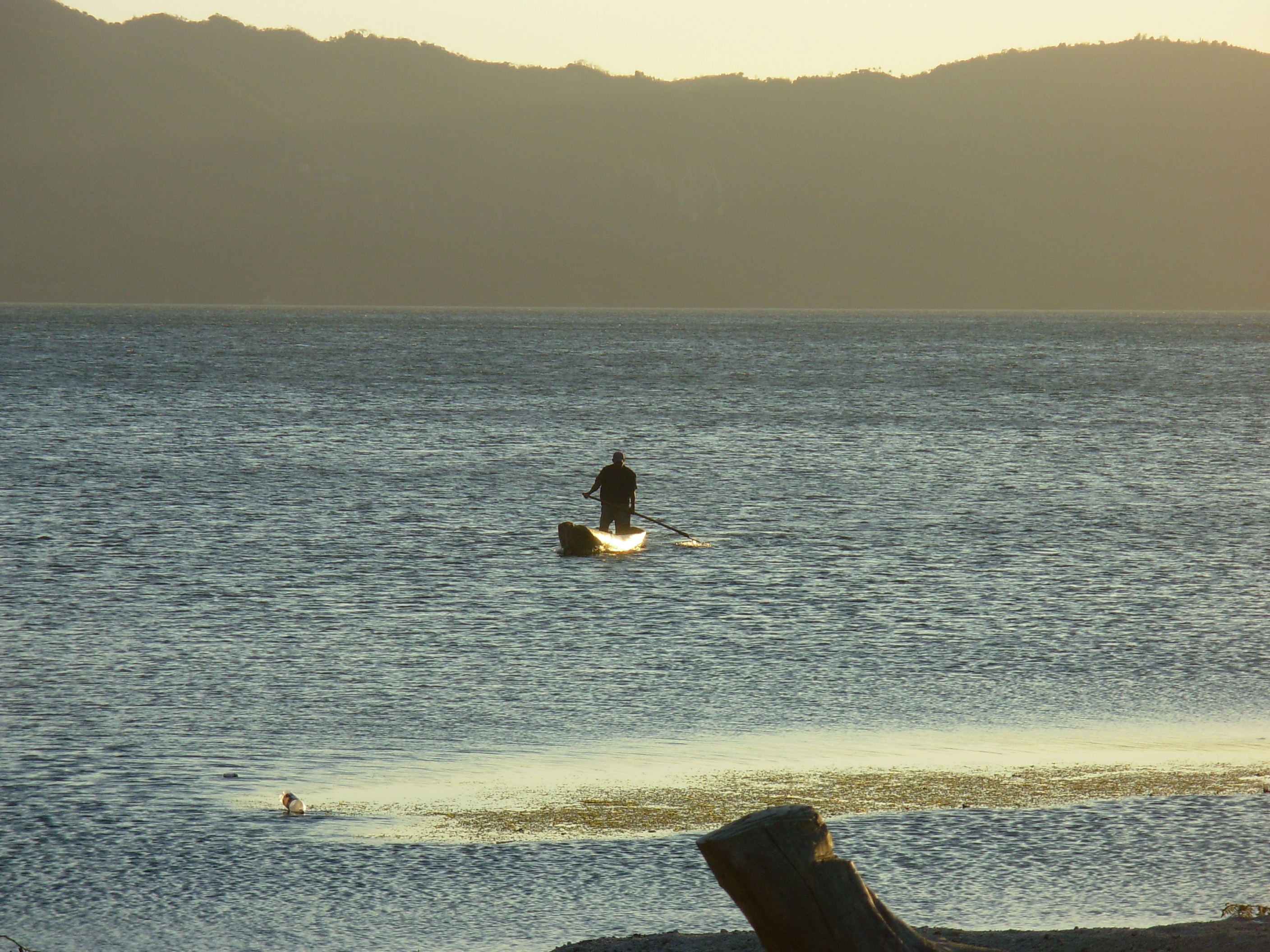
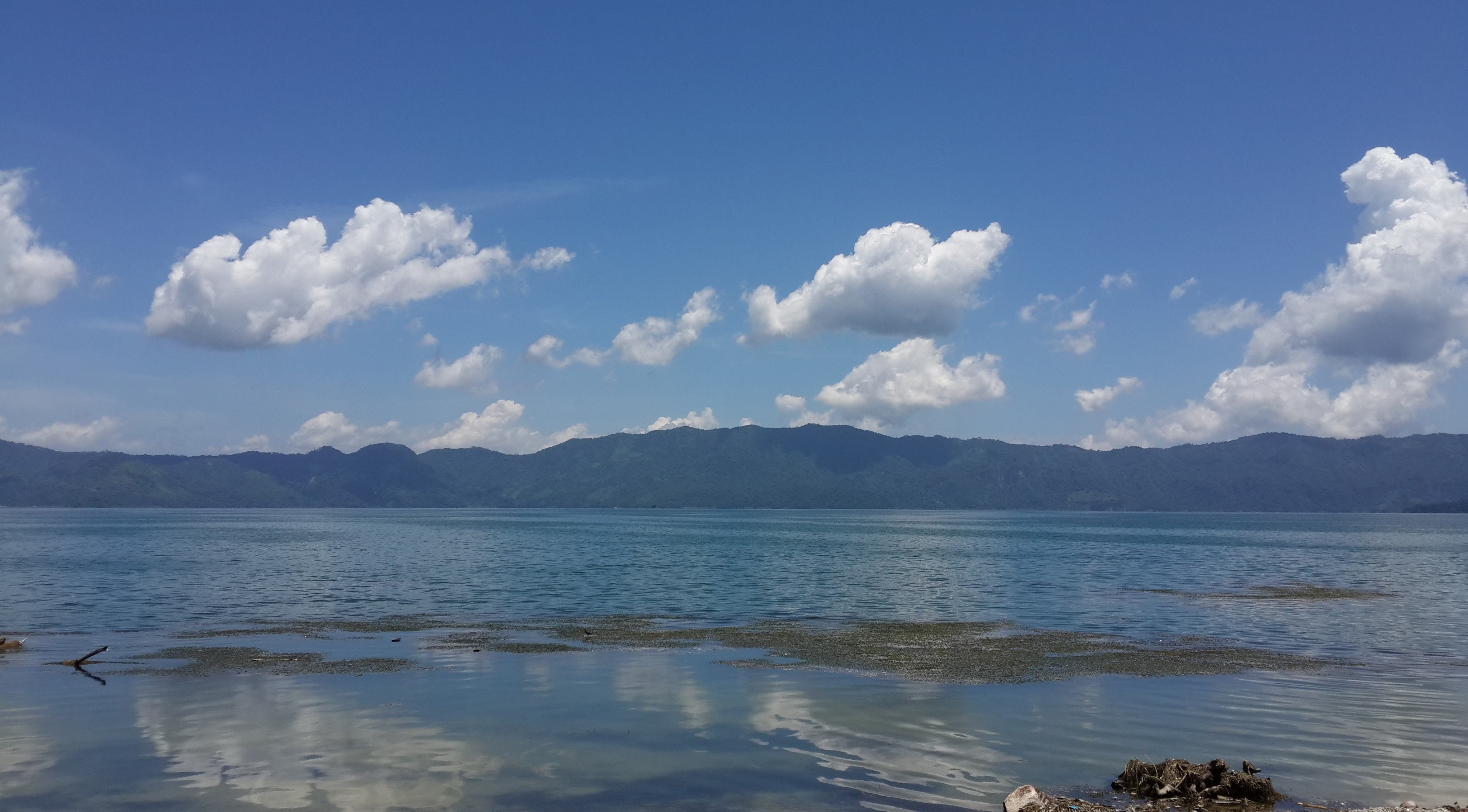
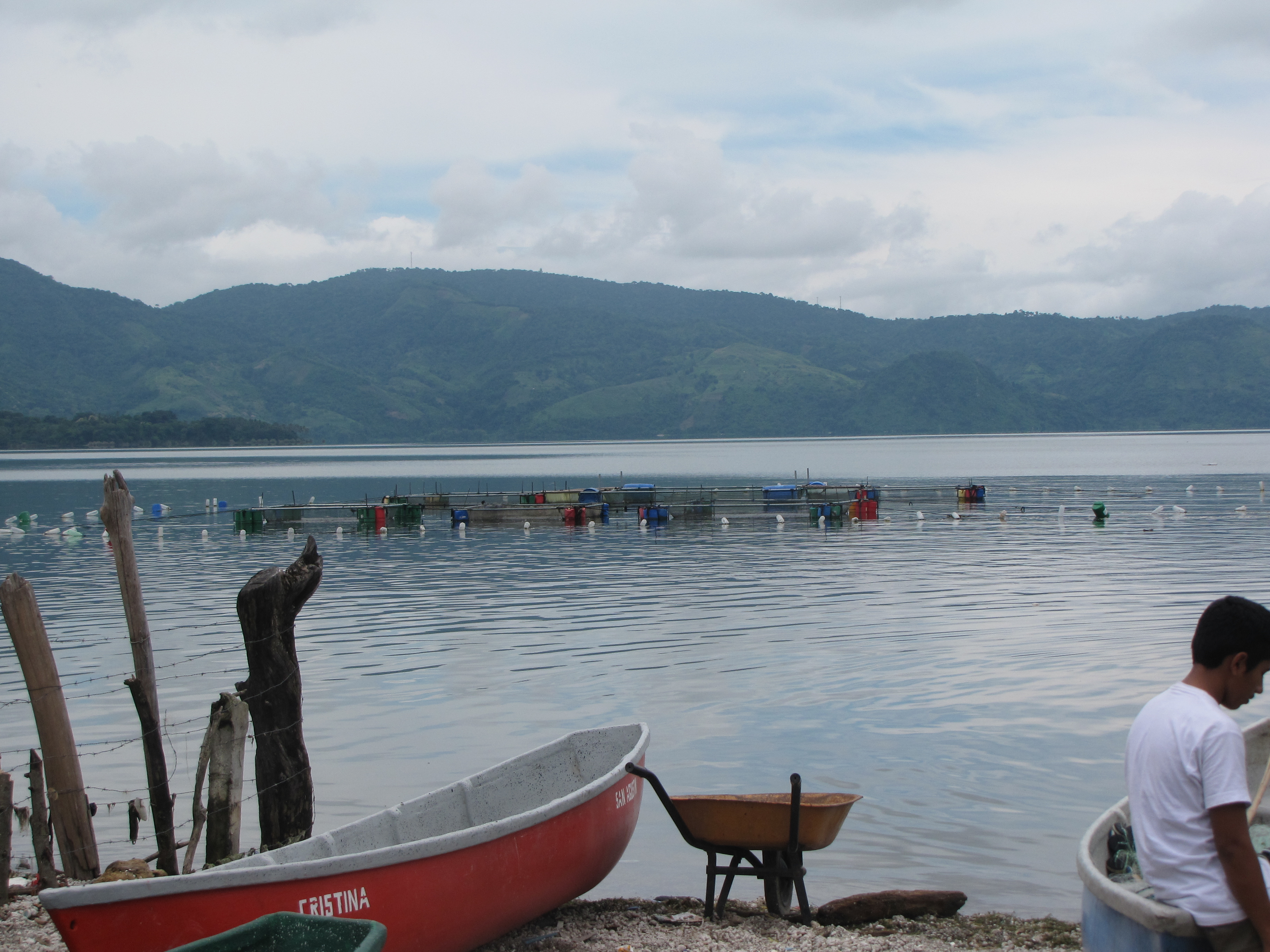
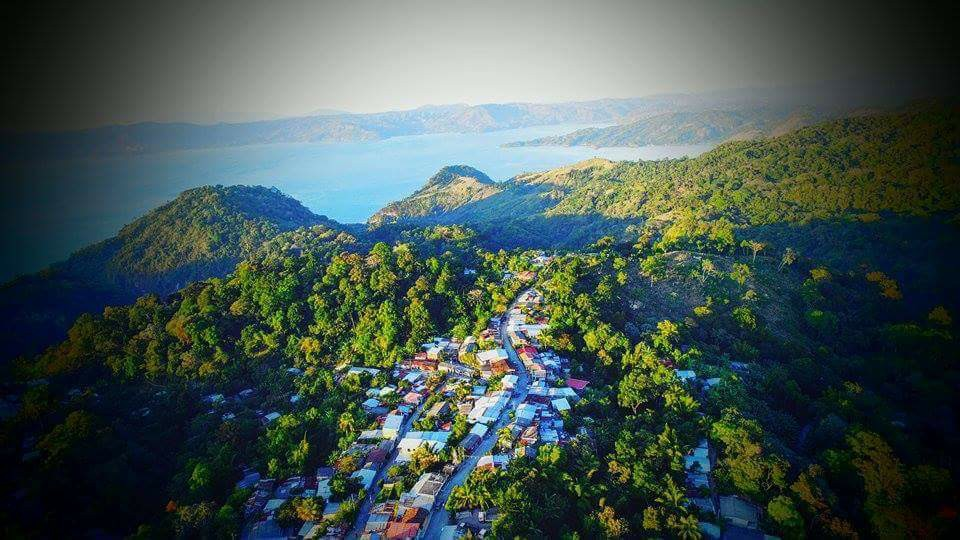
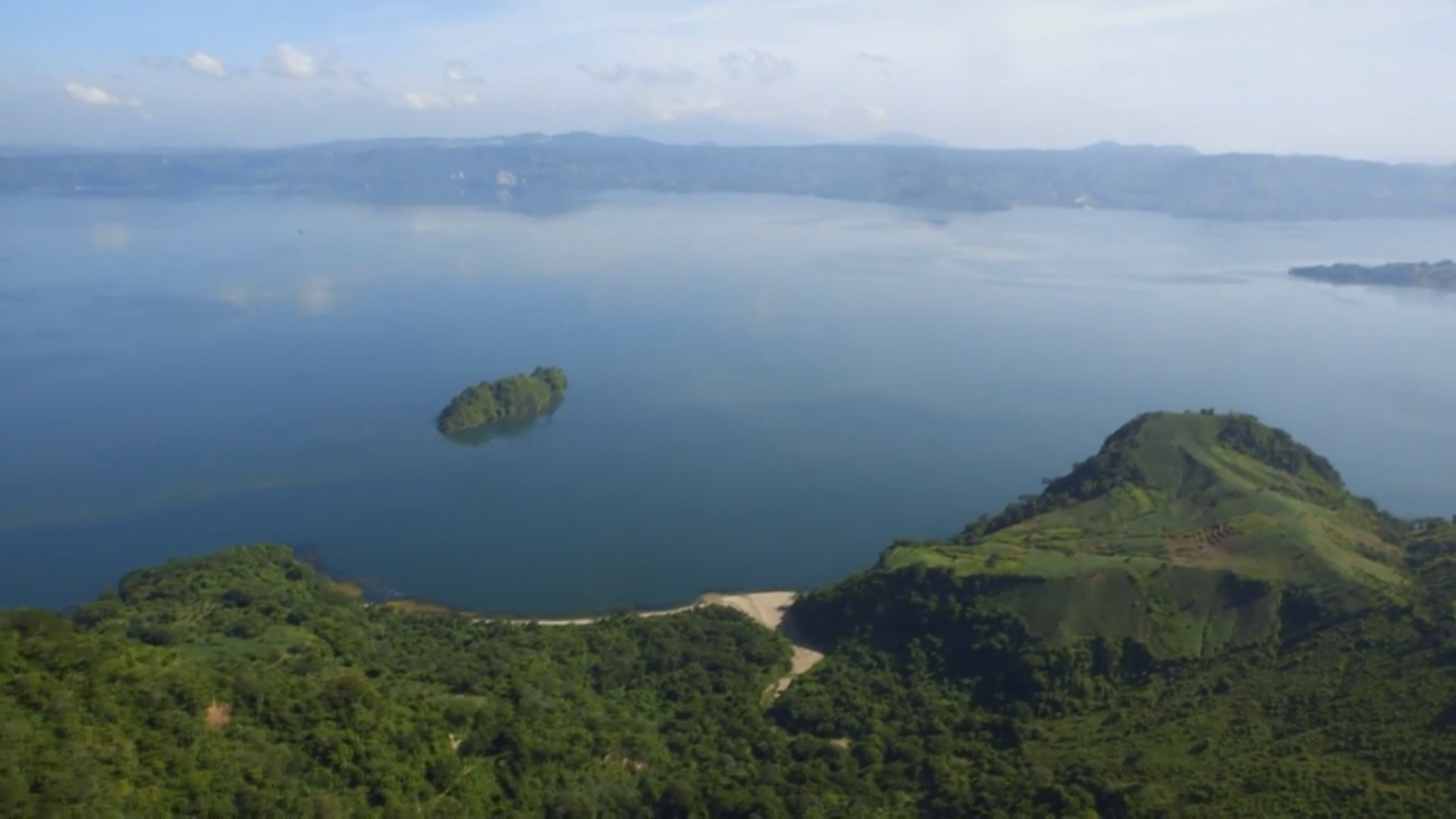
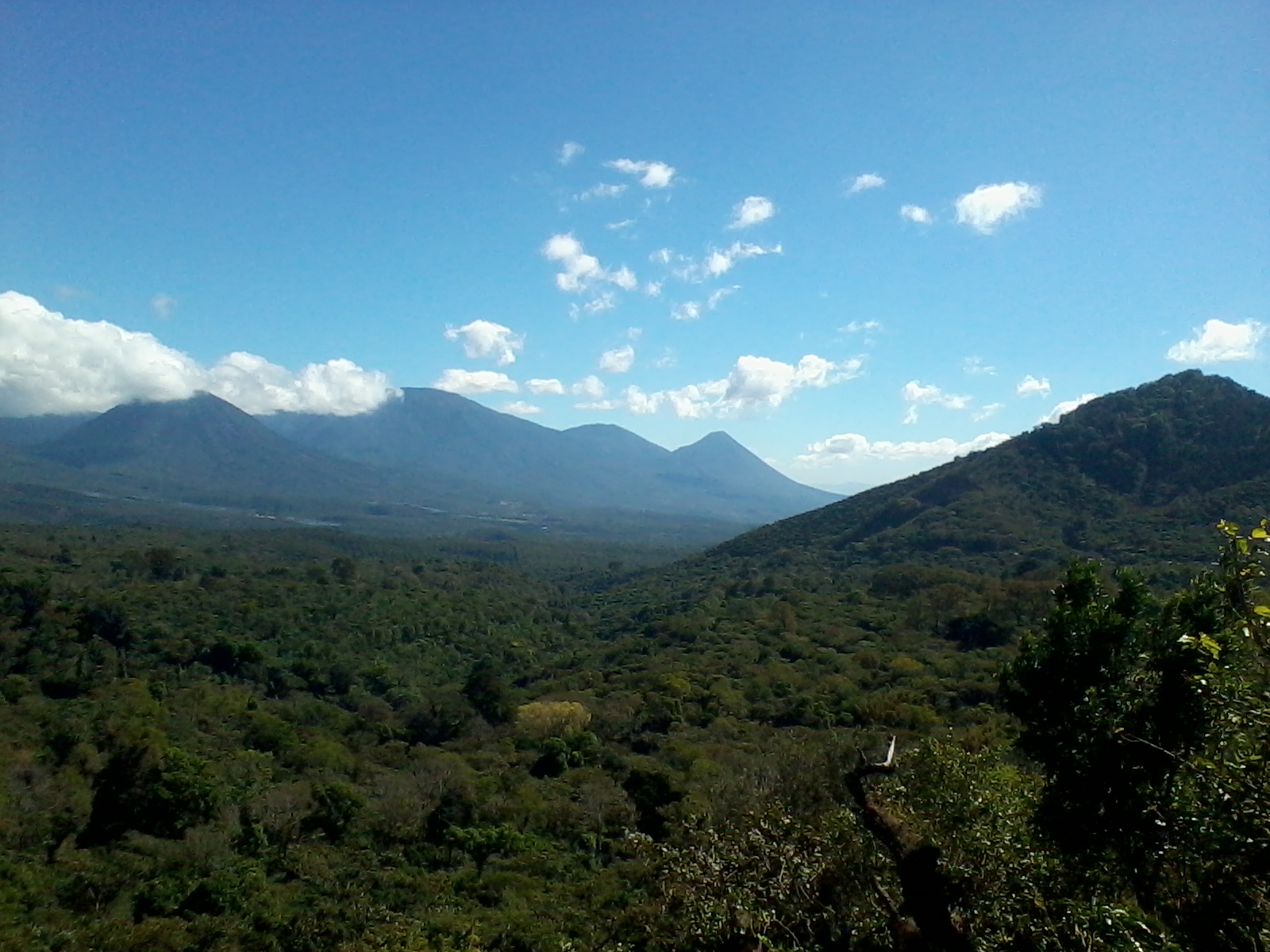
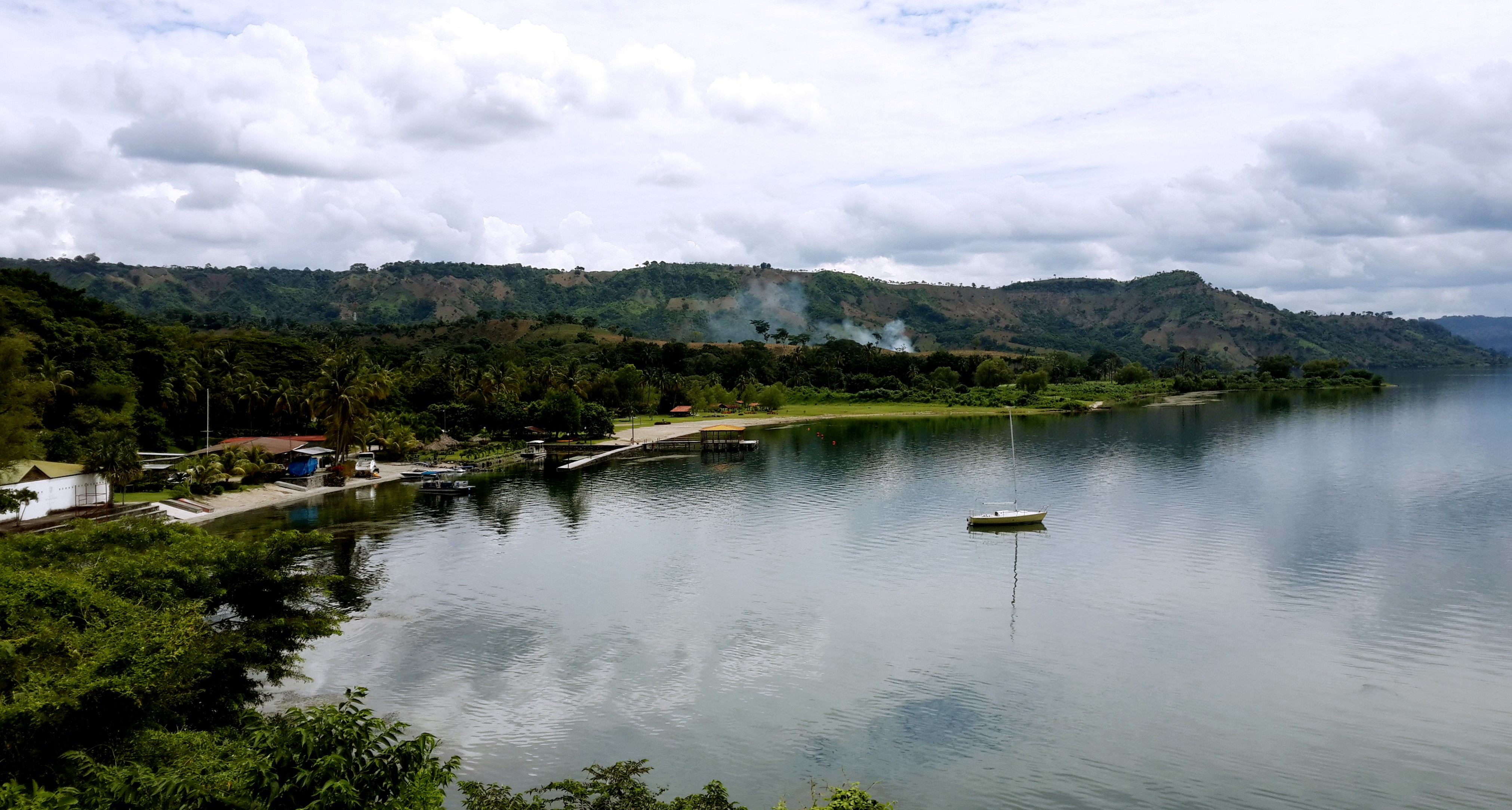
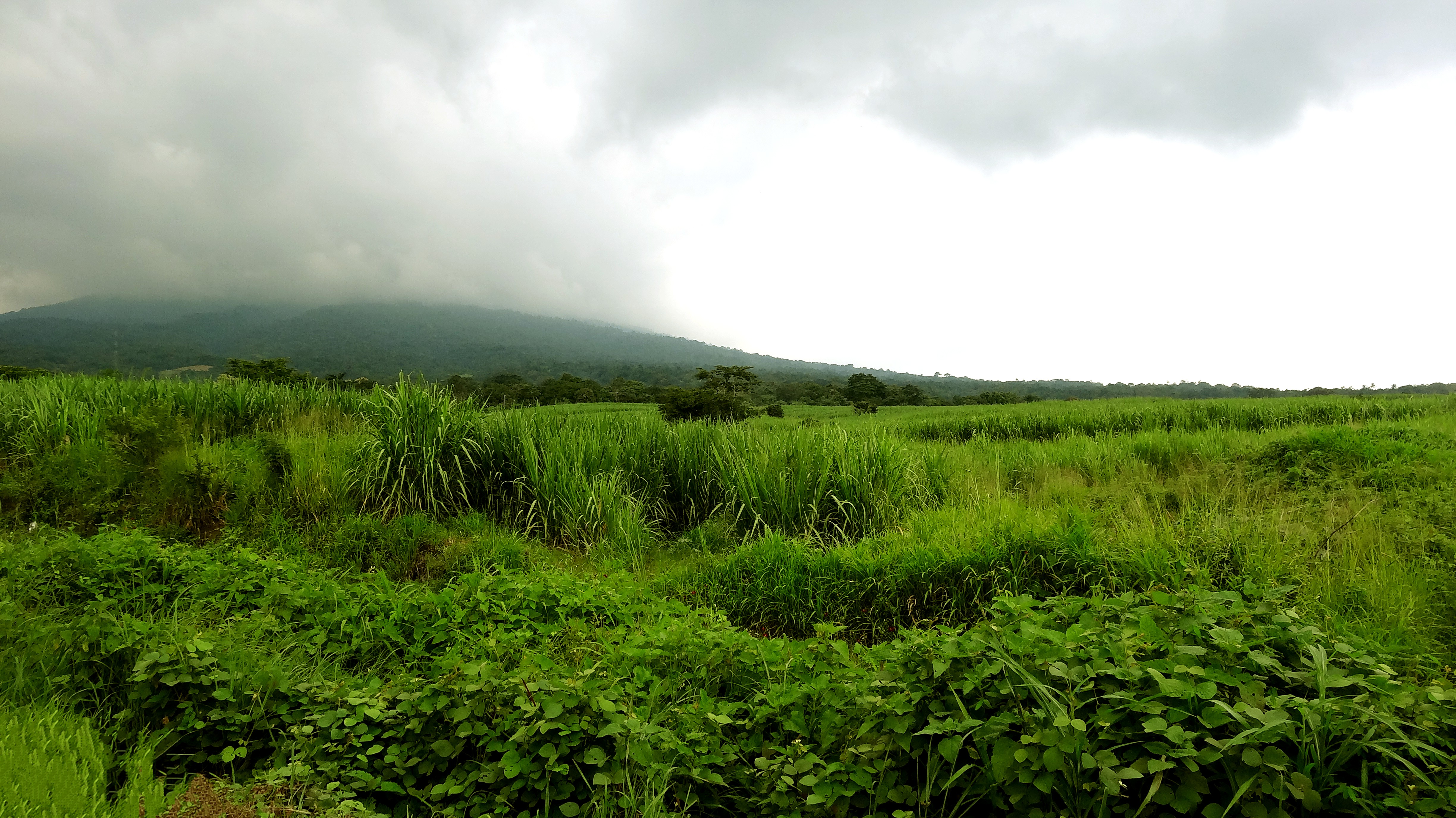